# Bonanjo (Douala)
Bonanjo est un quartier administratif et résidentiel de la commune d'arrondissement de Douala I, subdivision de la ville de Douala.

## Géographie
Bonanjo est établi sur le plateau de Joss, il est délimité à l’ouest par les installations du Port autonome de Douala, à l’est par le boulevard de la Besseke qui le sépare des quartiers Akwa, Bali et Bonapriso; au nord par le port et au sud par l’Avenue du général de Gaulle.

## Histoire

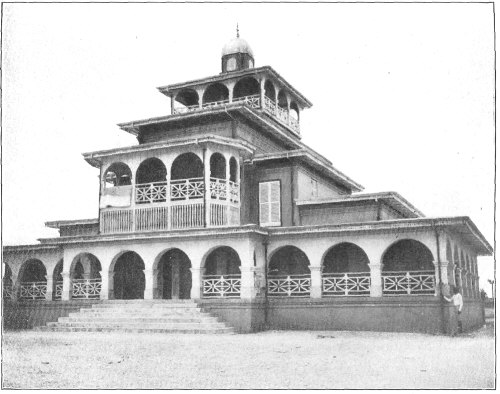
Palais des rois Bell (1906)

Bonanjo est avec Akwa et Deido, l'un des trois villages originels de l'ethnnie douala établis sur la rive gauche de l'embouchure du Wouri.
Son urbanisation débute pendant la période coloniale allemande, un plan d'urbanisme est établi en 1910 basé sur une séparation des quartiers indigènes et européens. Bonanjo et Joss sont réservés aux administrations, services publics et résidences européennes et des familles princières autochtones. En 1910, l'expropriation par l'administration allemande de 280 ha du plateau de Joss pour construire un quartier résidentiel souleva l'indignation des populations douala.

## Économie

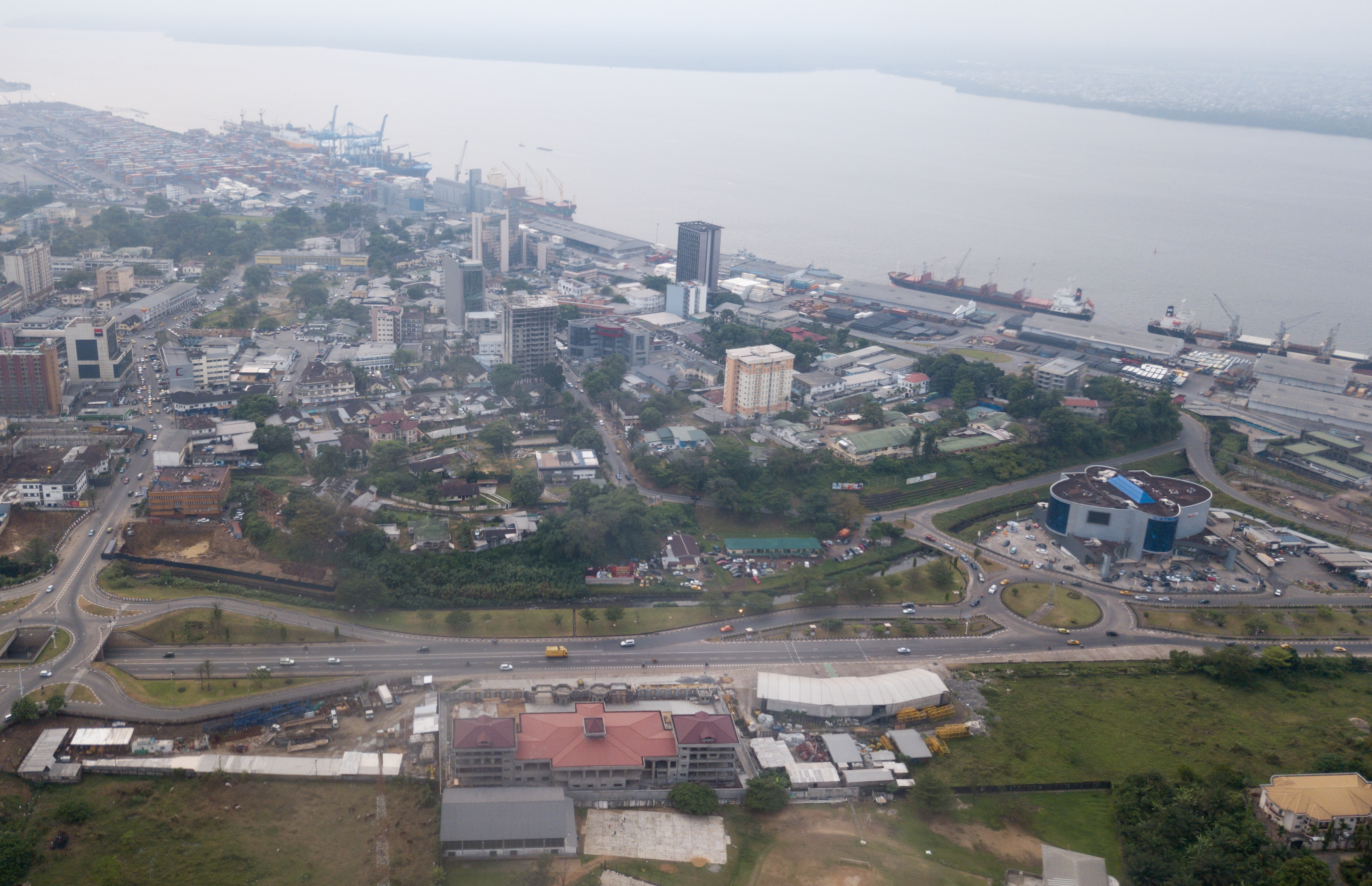
Vue aérienne

Ce quartier constitue le centre administratif de la ville ainsi qu’une partie de son centre des affaires comprenant les sièges sociaux des principales banques et entreprises du pays, une agence de la banque centrale BEAC et les directions des administrations pour la région du Littoral. C’est l’un des seuls quartiers de la ville qui comprend un nombre important de constructions en hauteur.

## Éducation
- Lycée Joss

## Édifices, monuments et jardins
Le quartier compte plusieurs bâtiments à l'architecture remarquable dont une dizaine datent de la colonisation allemande dès 1884, puis française à partir de 1914.

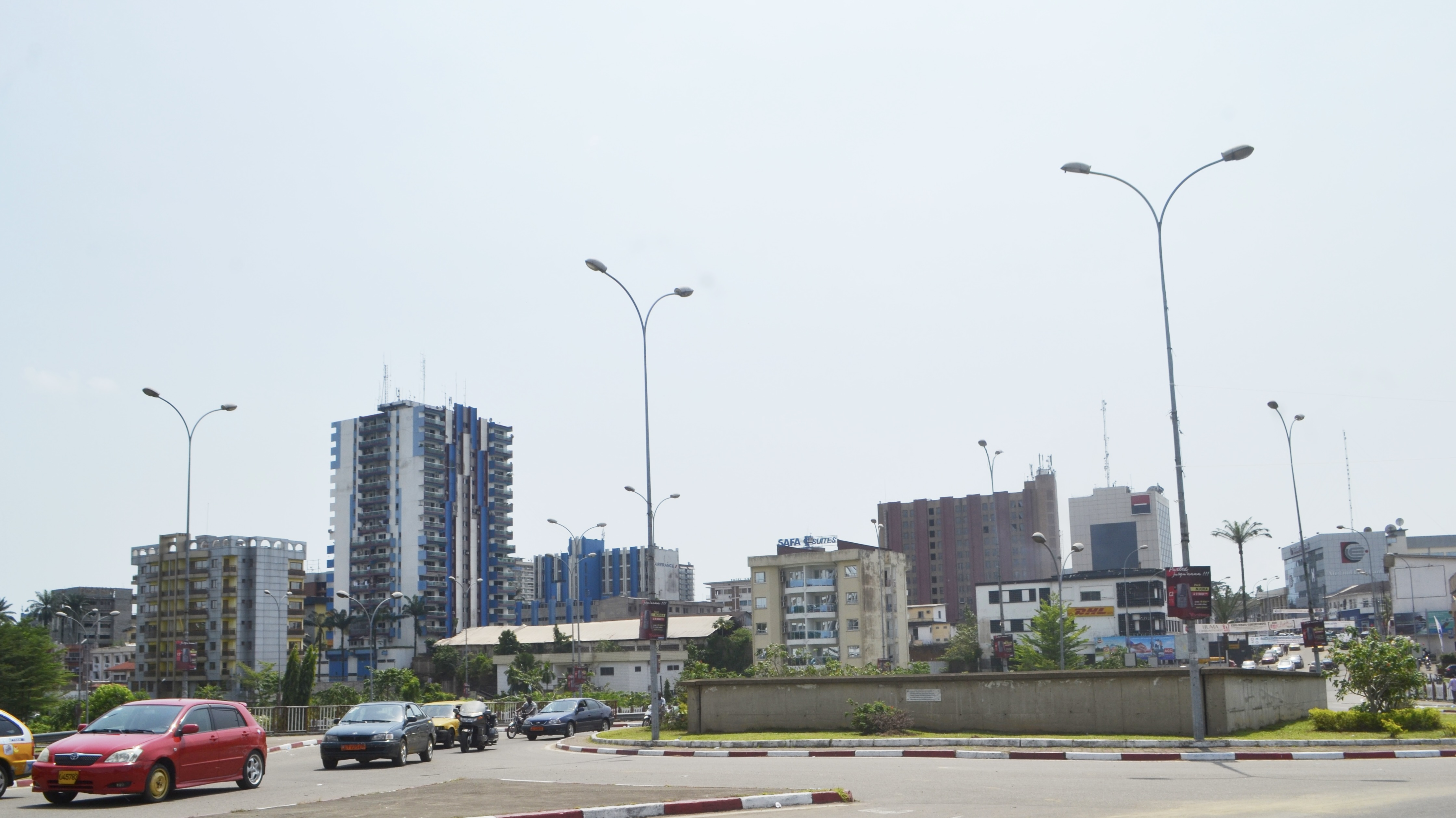
Vue de Bonanjo.
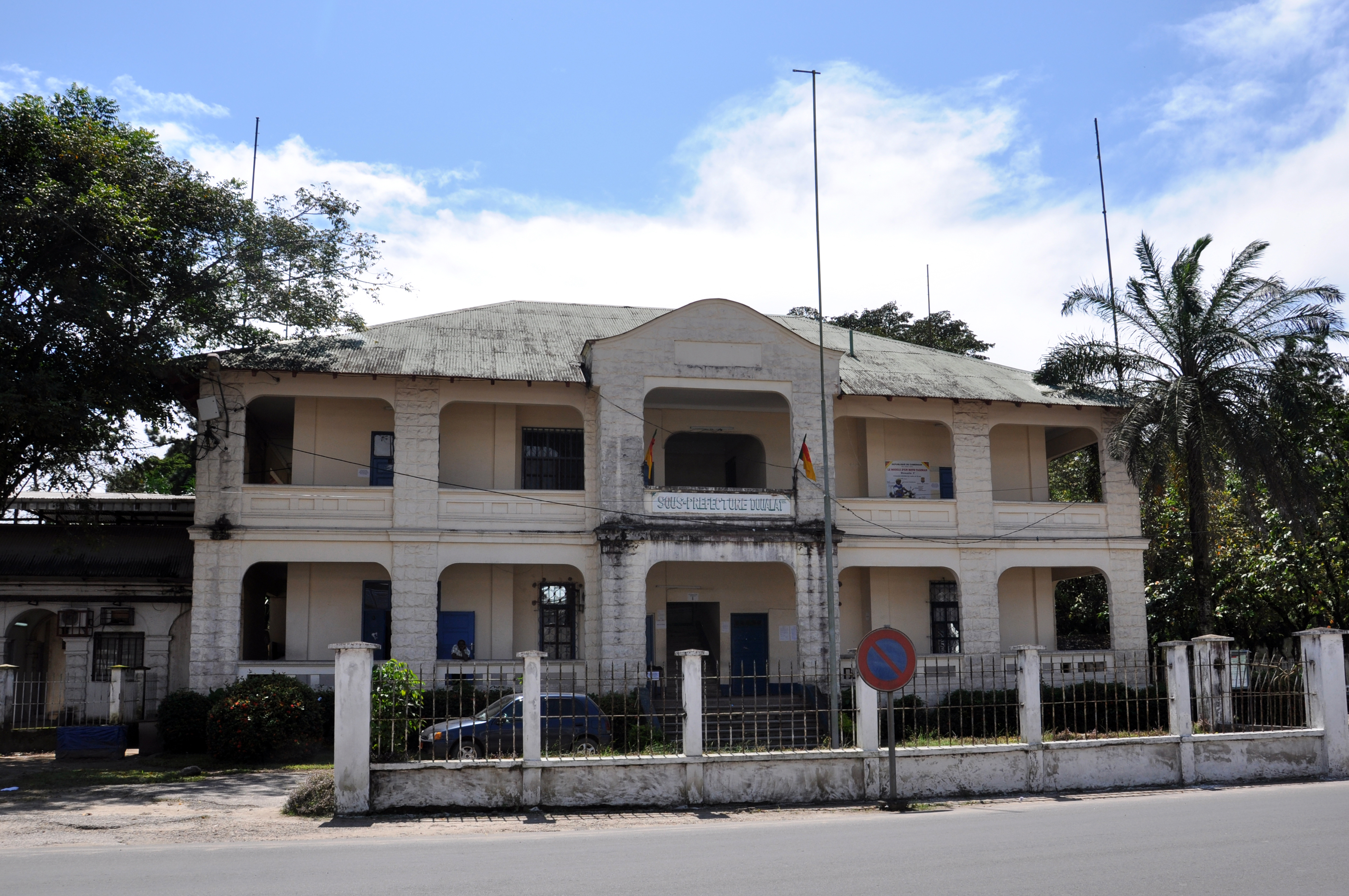
Sous-préfecture de Douala Ier, ancien siège du gouvernement allemand
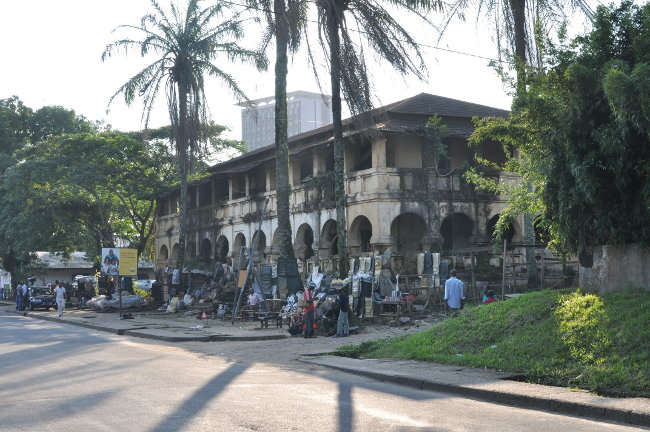
Villa Mandessi Bell (1910)
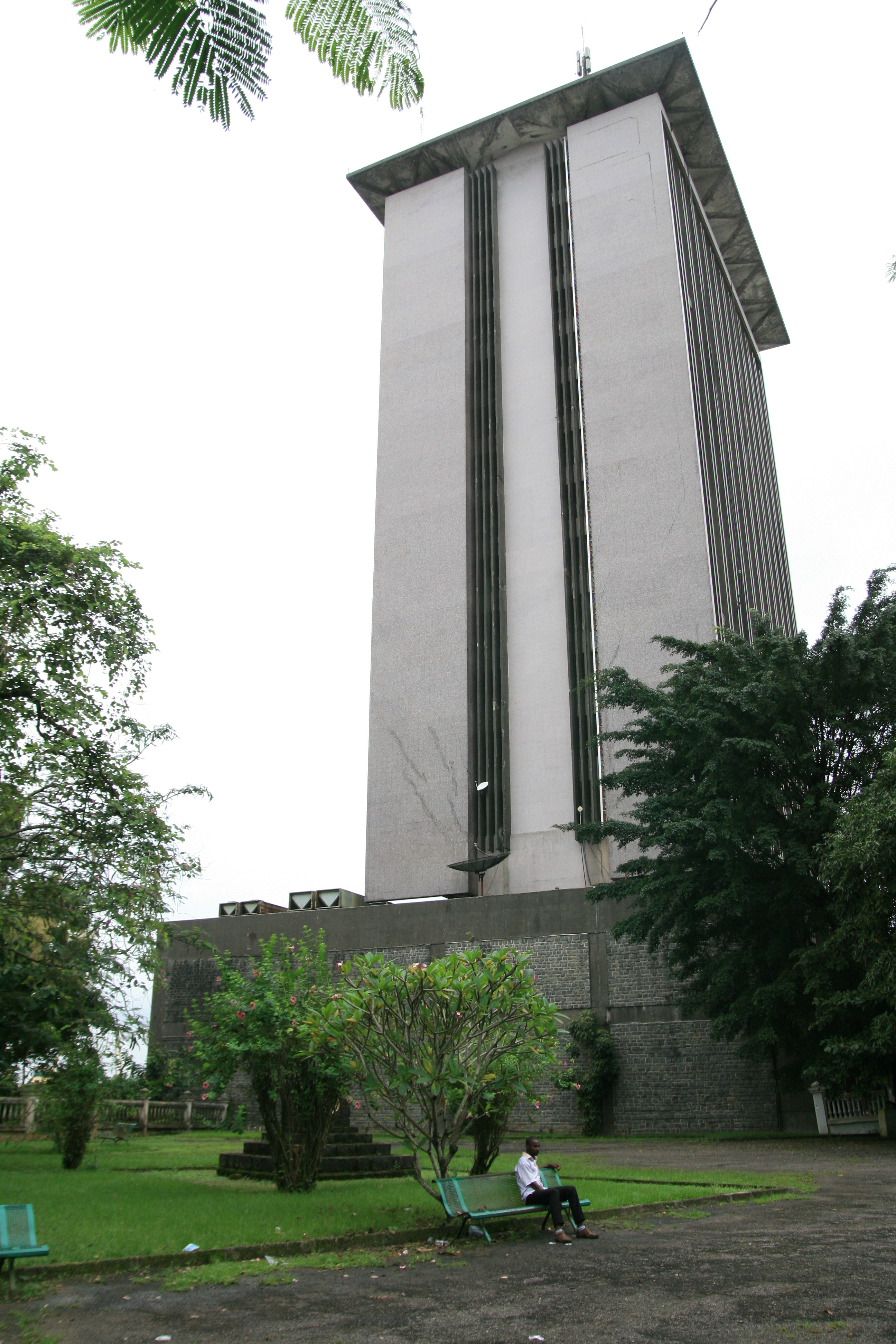
Immeuble de l'ex ONCPB.
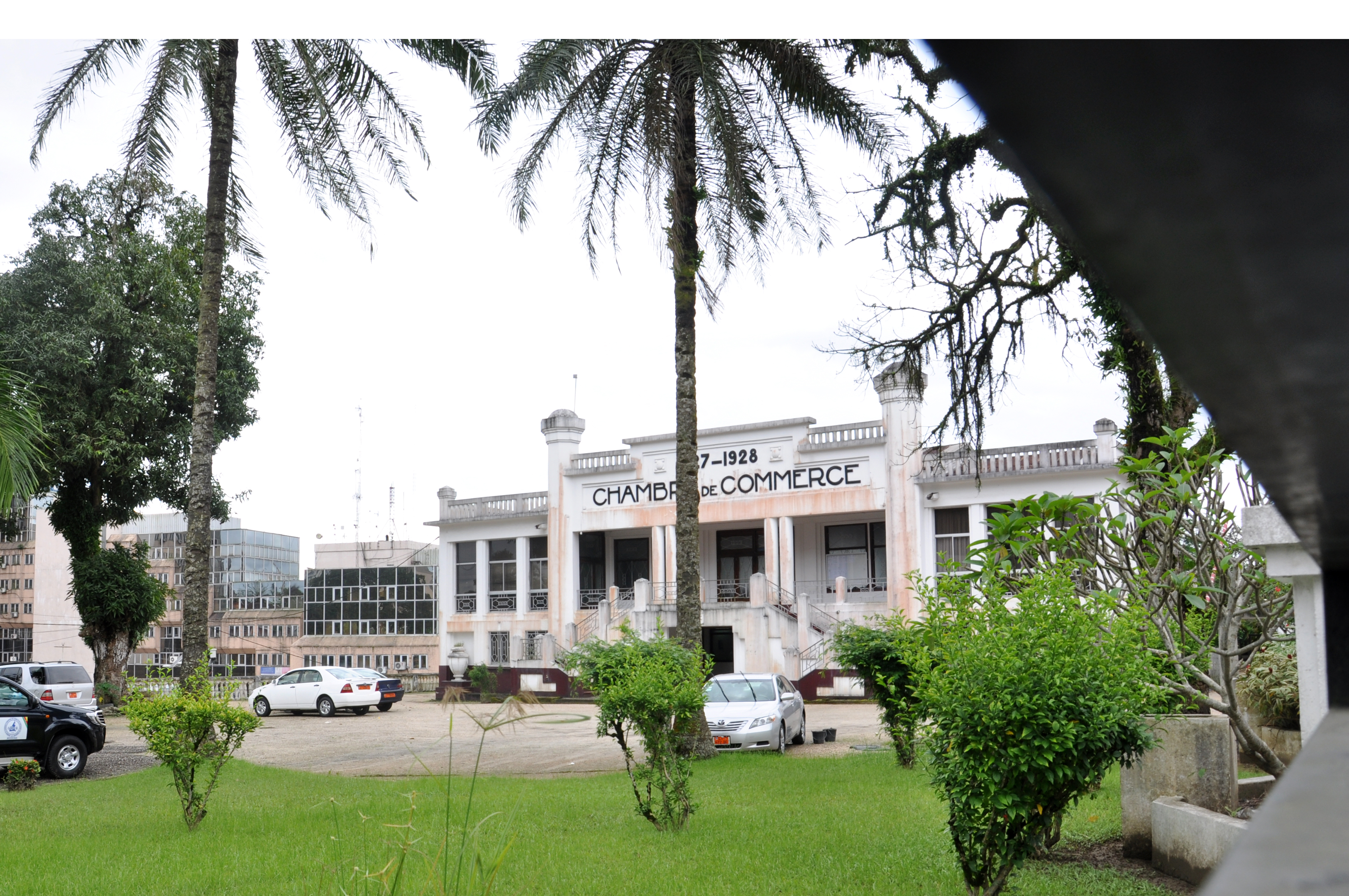
Chambre de commerce (1927)
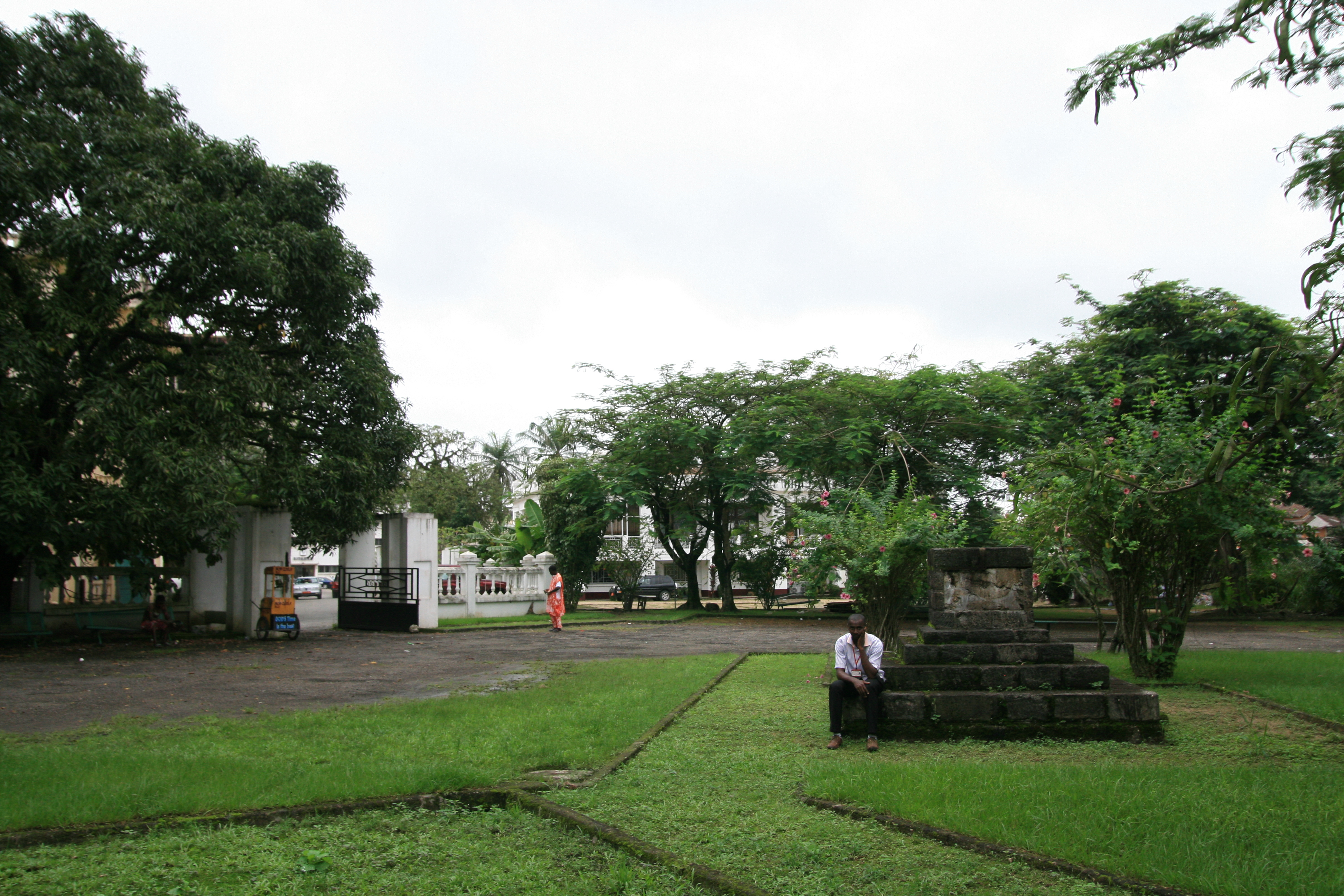
Jardin de la Chambre de commerce.
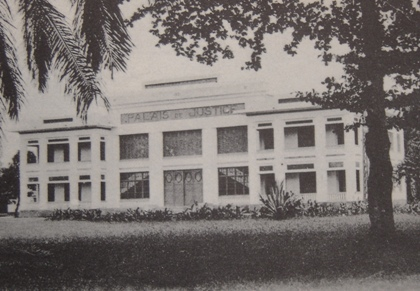
Palais de justice de Douala (1930)
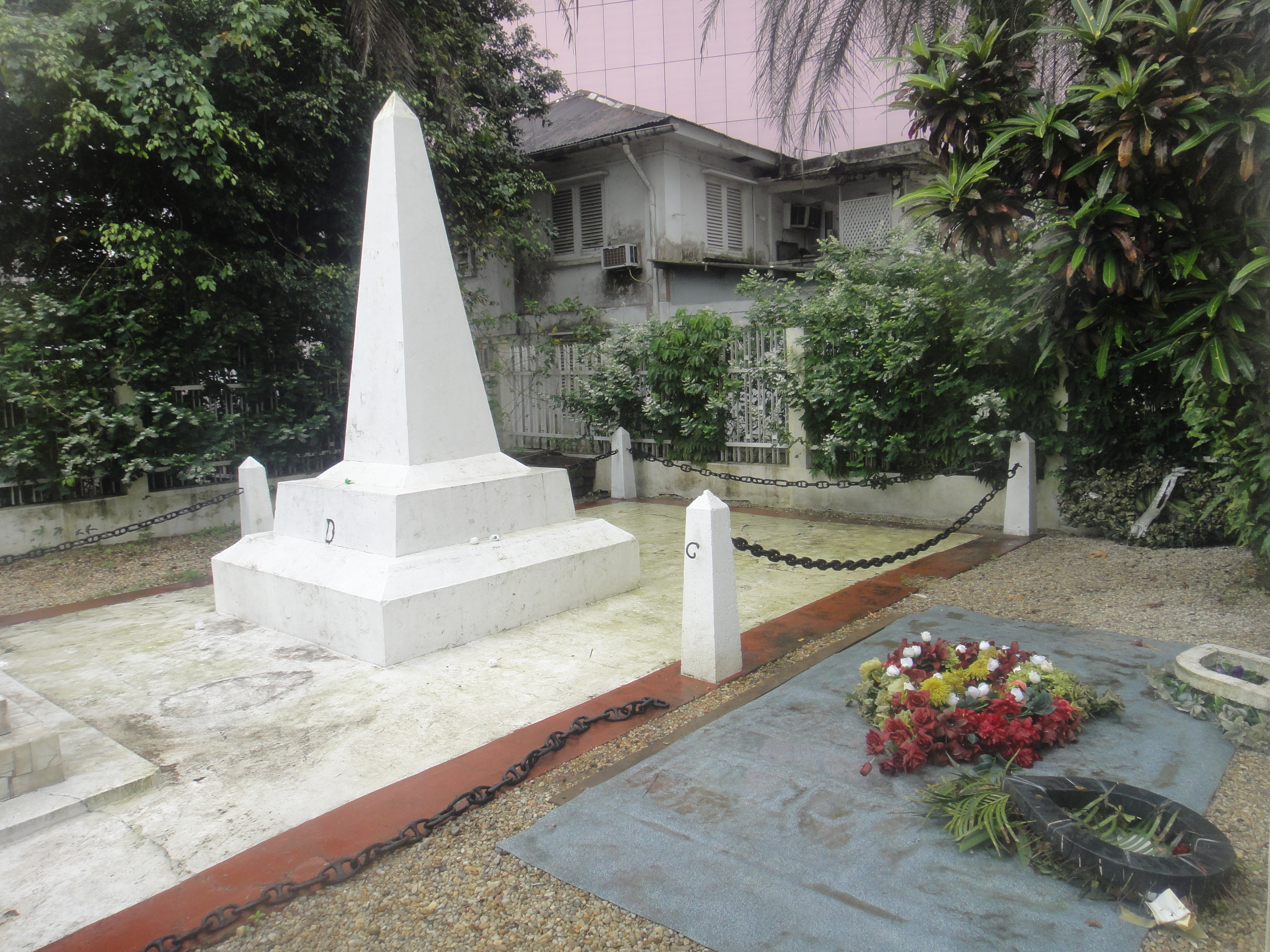
Monument funéraire des rois Bell.
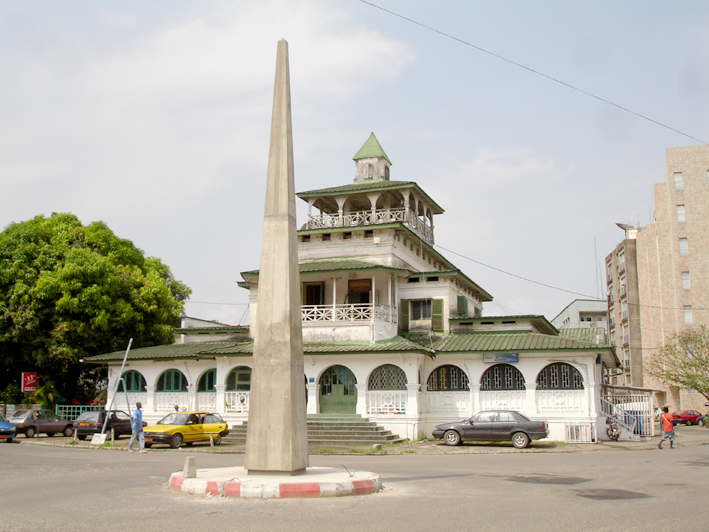
Sud Obelisk et Palais des Rois Bell 01.Palais de Justice.jpg
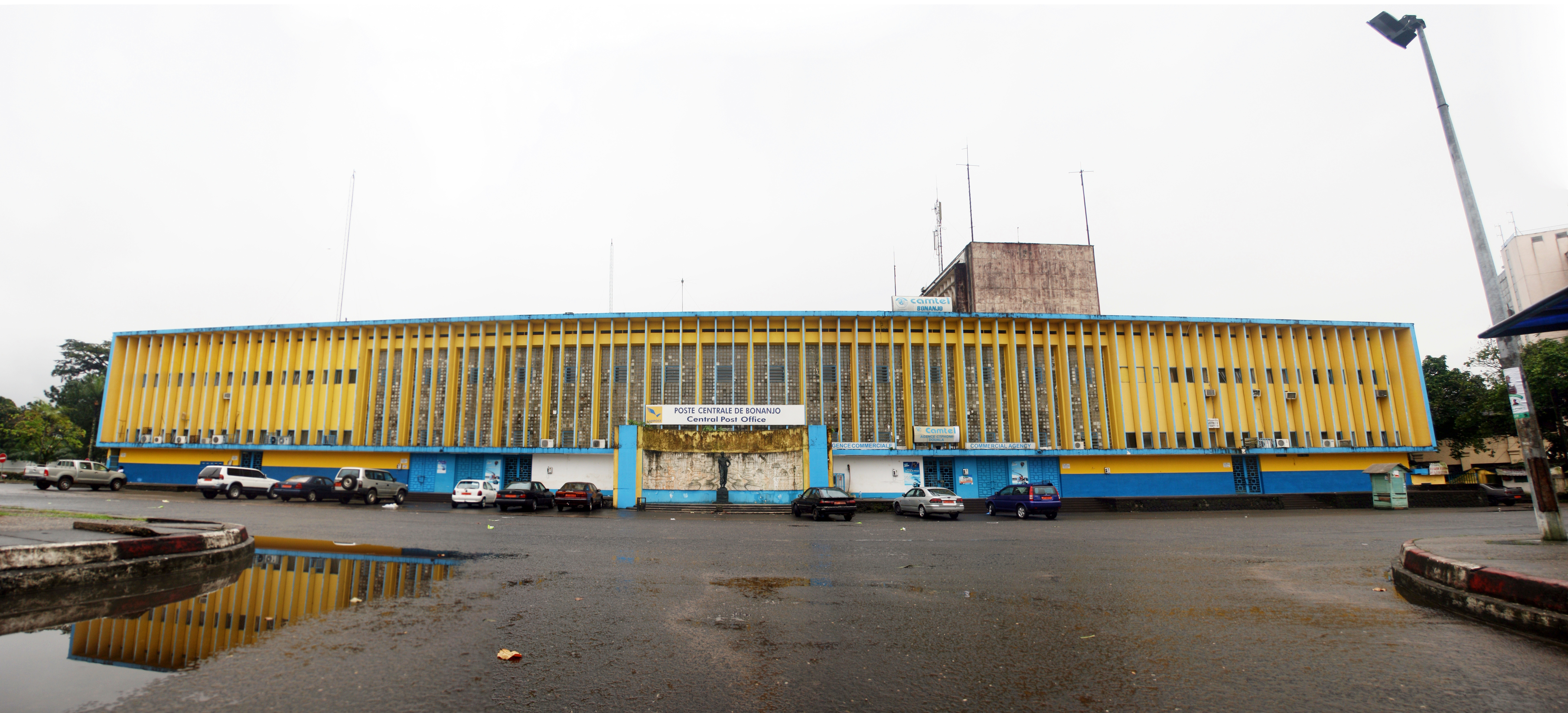
Une vue de la poste centrale de Douala à Bonanjo.
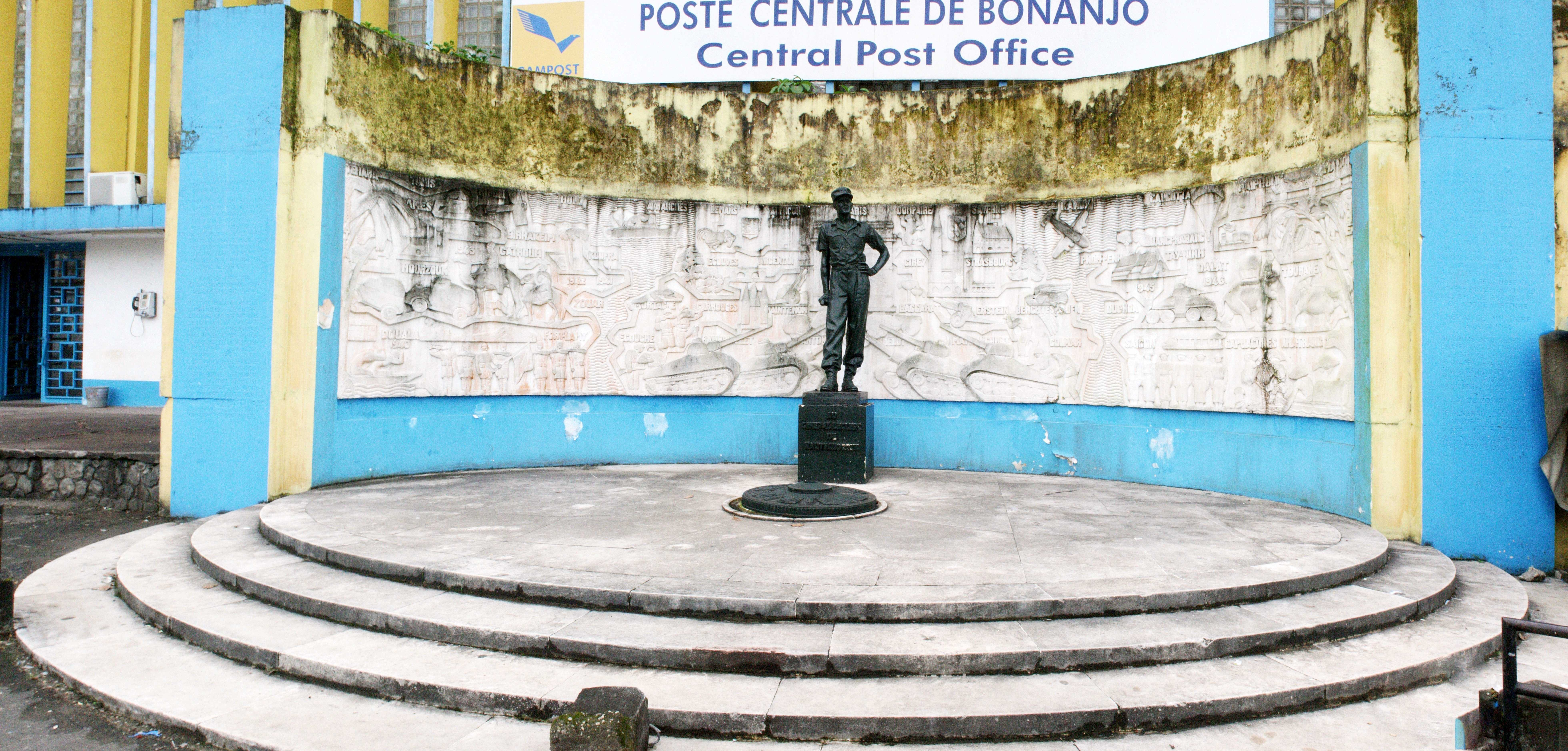
Une vue du monument du Général Leclerc à la poste centrale de Bonanjo à Douala au Cameroun
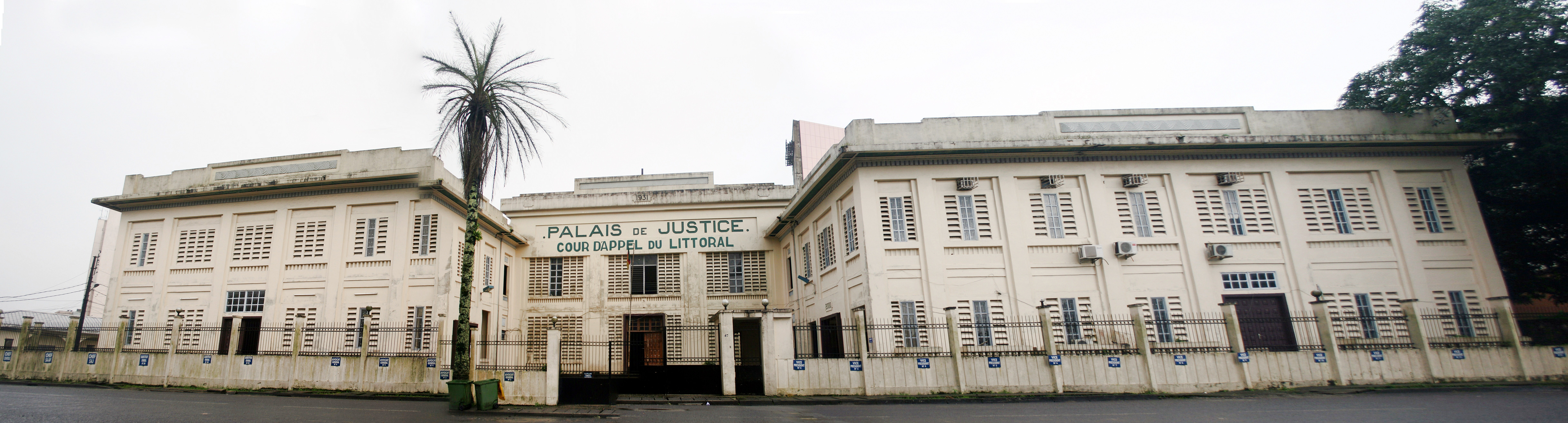
Palais de justice de Bonanjo à Douala au Cameroun
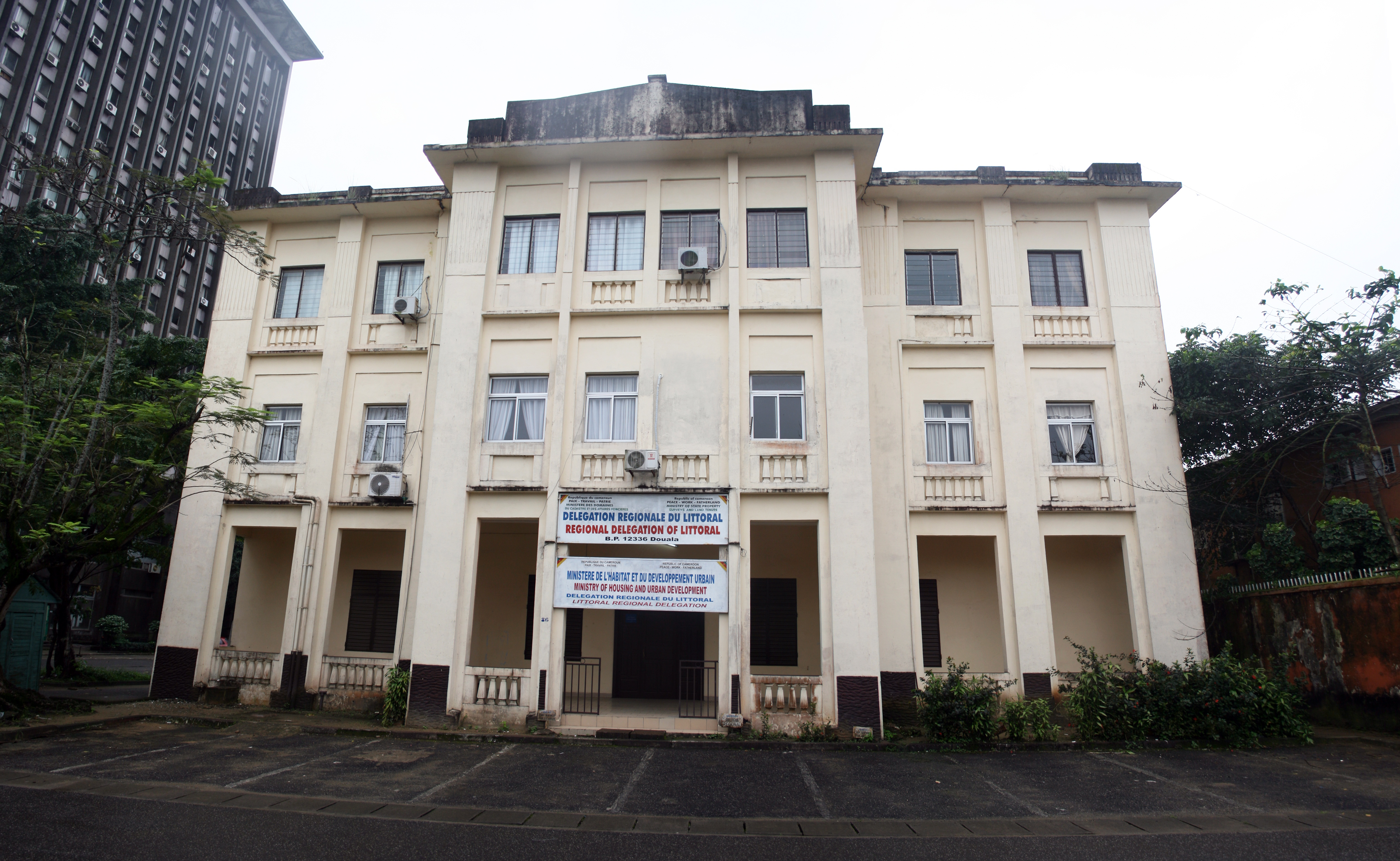
Ancien siège de la Woermann-Linie à Bonanjo à Douala au Cameroun
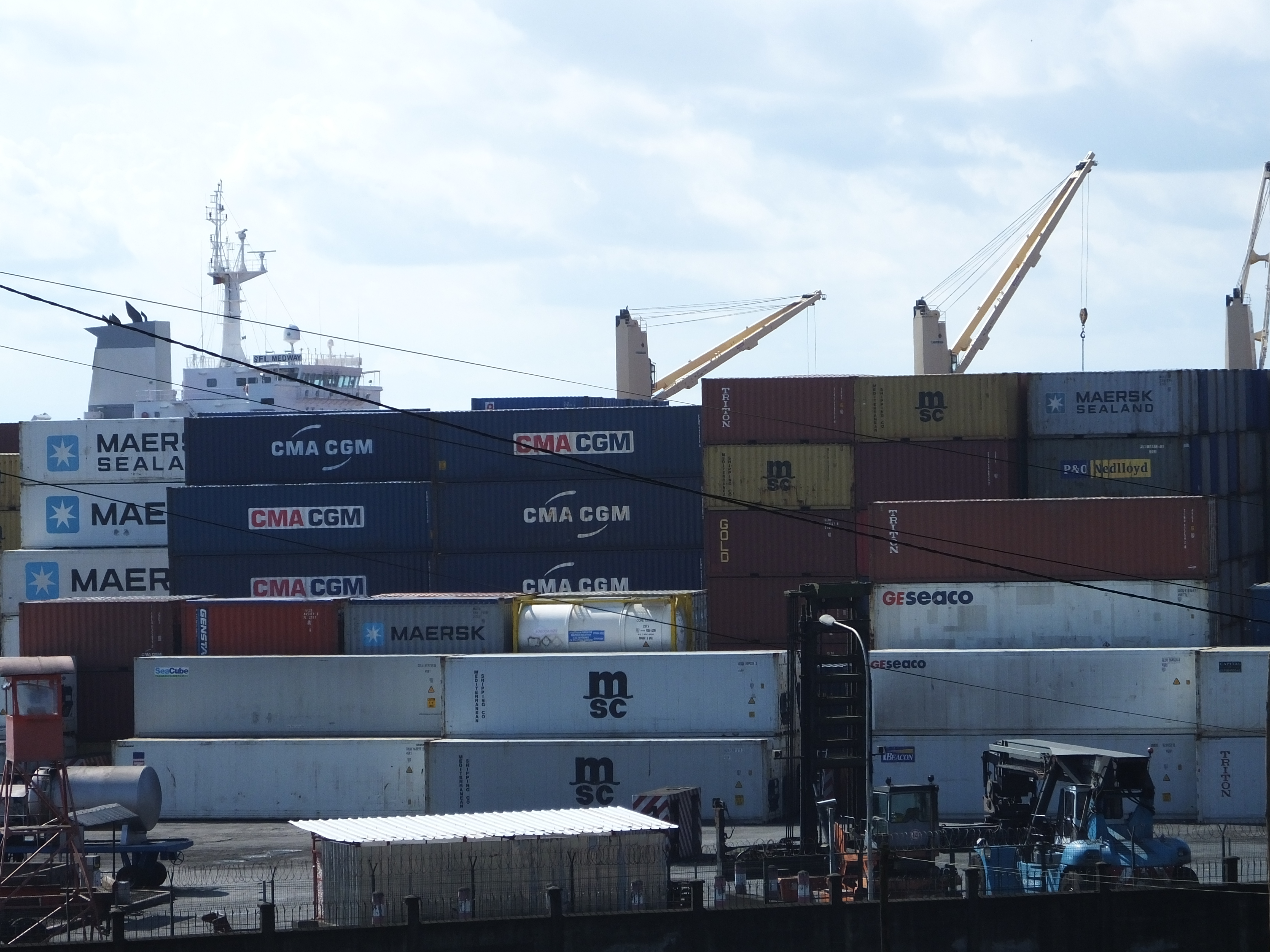
Le Port autonome de Douala au Cameroun
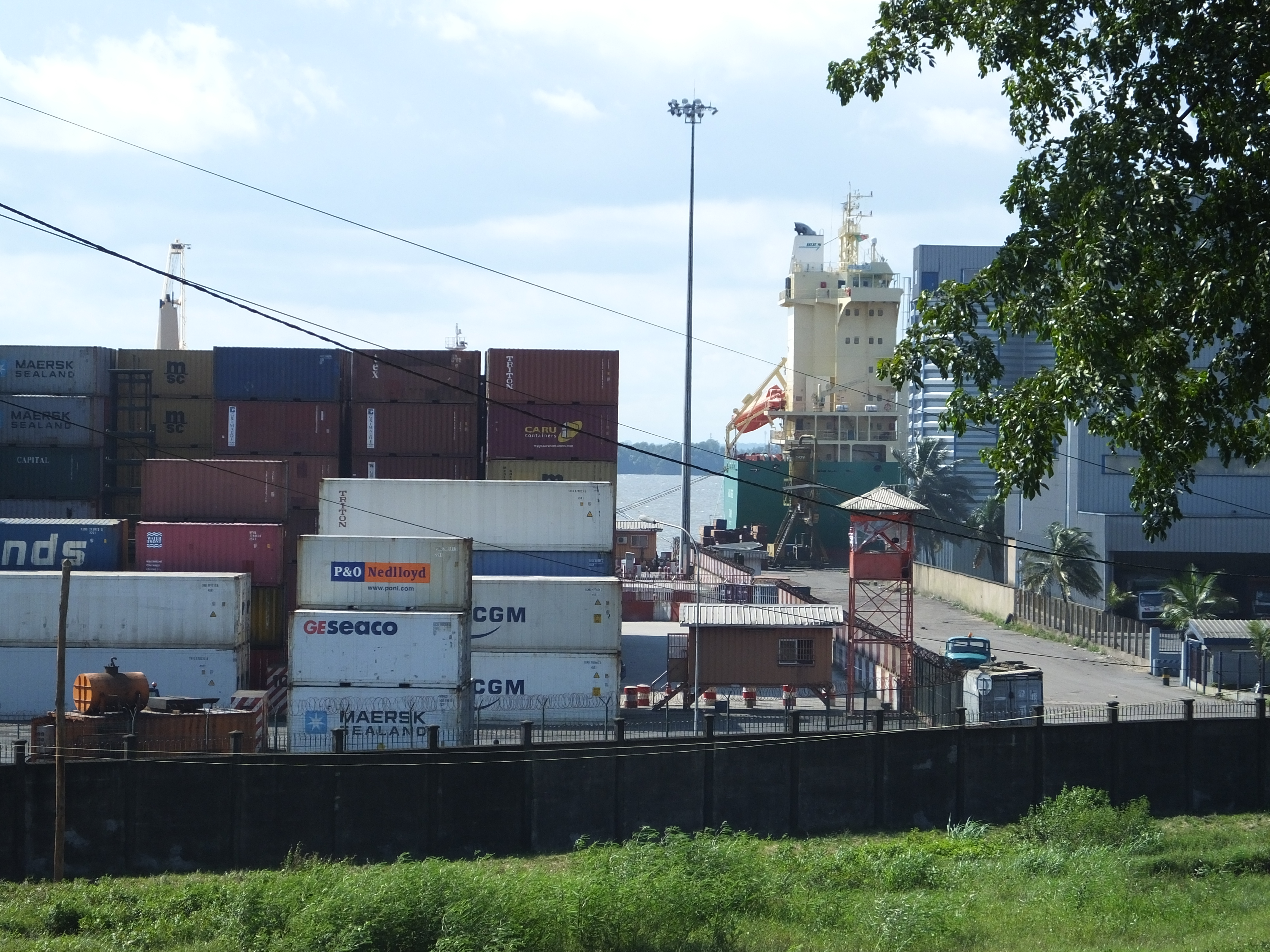
Une vue du port autonome de Douala à partir de Bonanjo au Cameroun
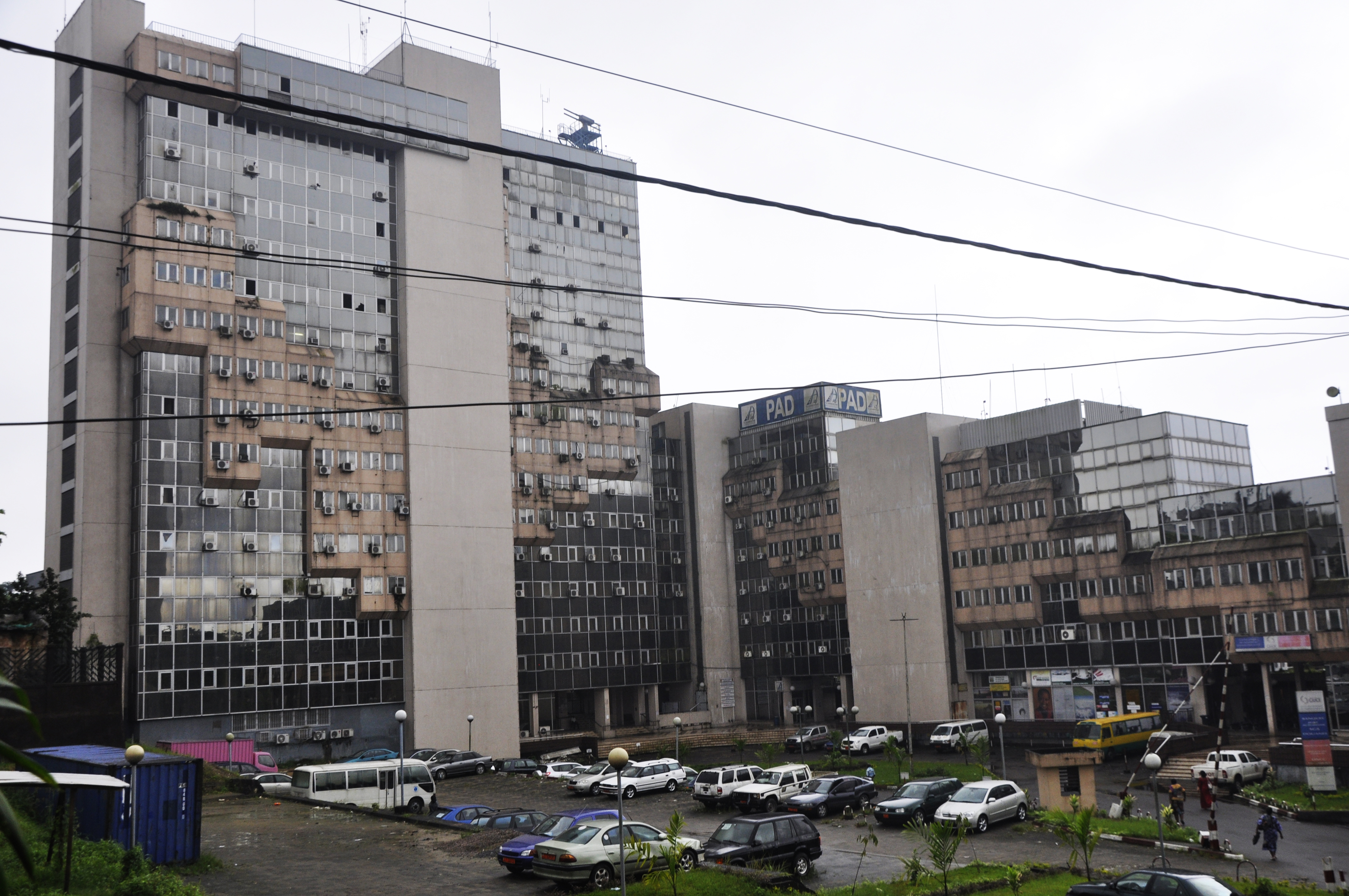
Une vue du siège du port autonome de Douala à Bonanjo au Cameroun
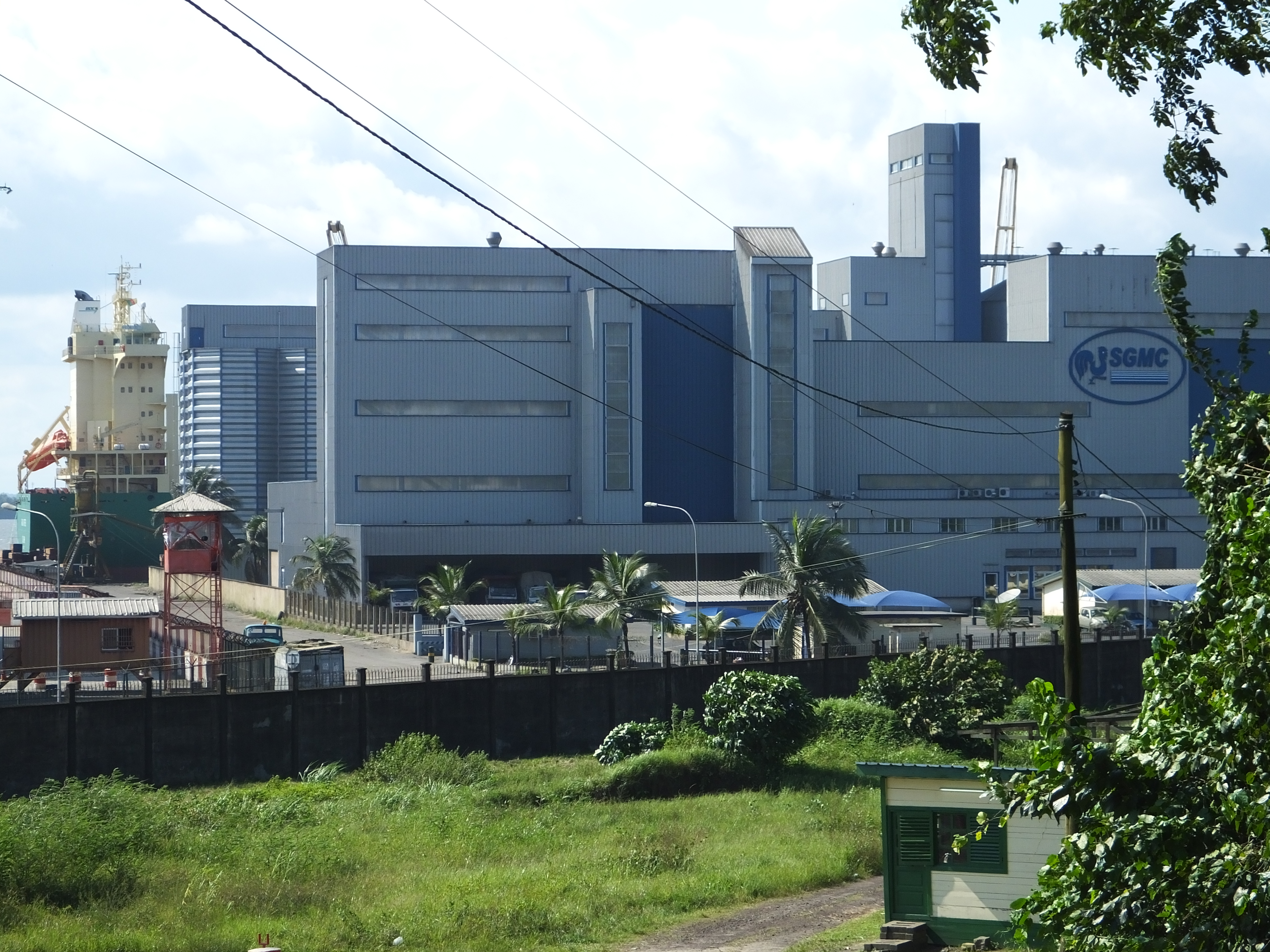
Le port autonome de Douala vu à partir de Bonanjo au Cameroun
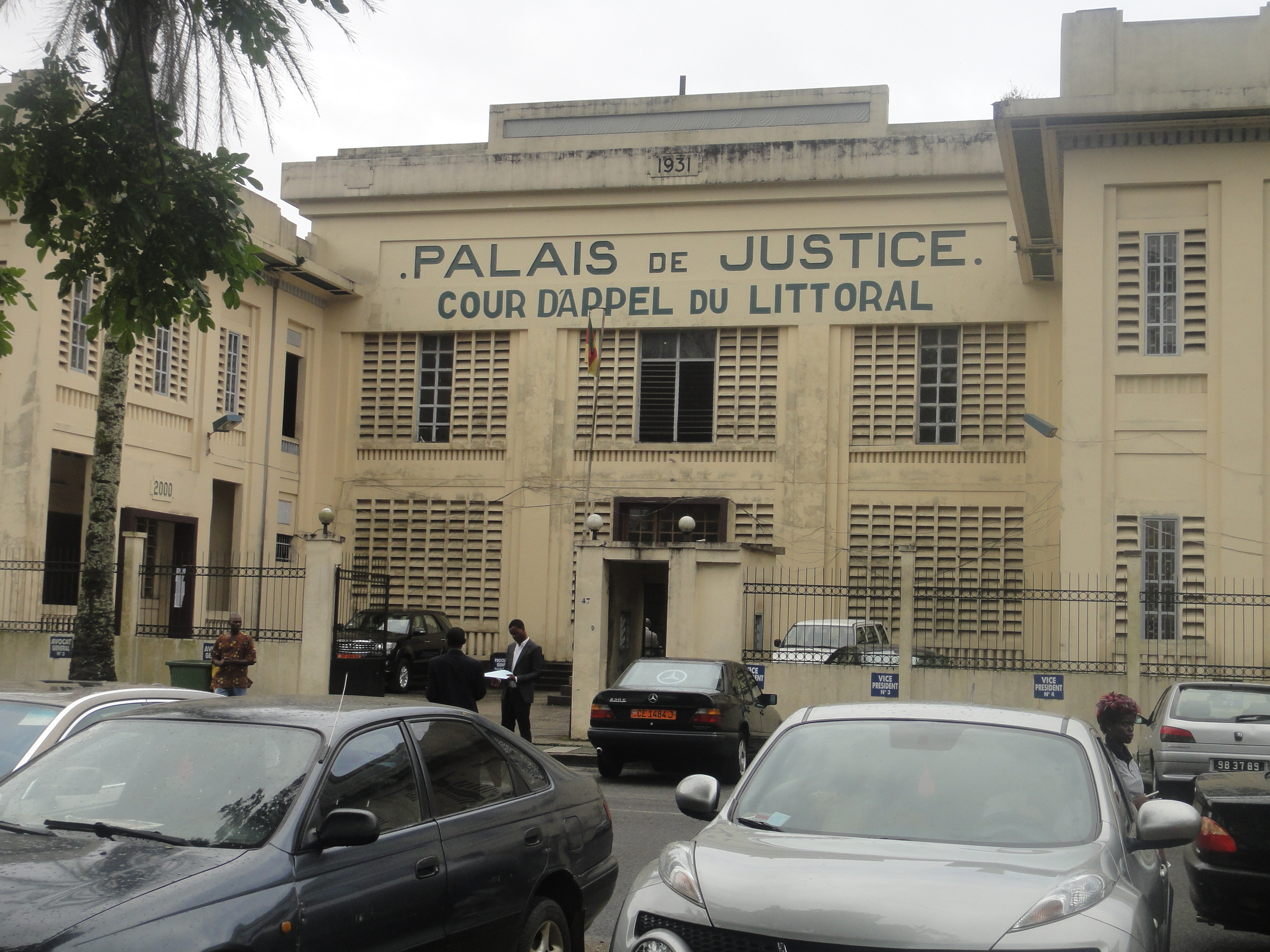
Le palais de justice de Bonanjo (cours d'appel) à Douala au Cameroun
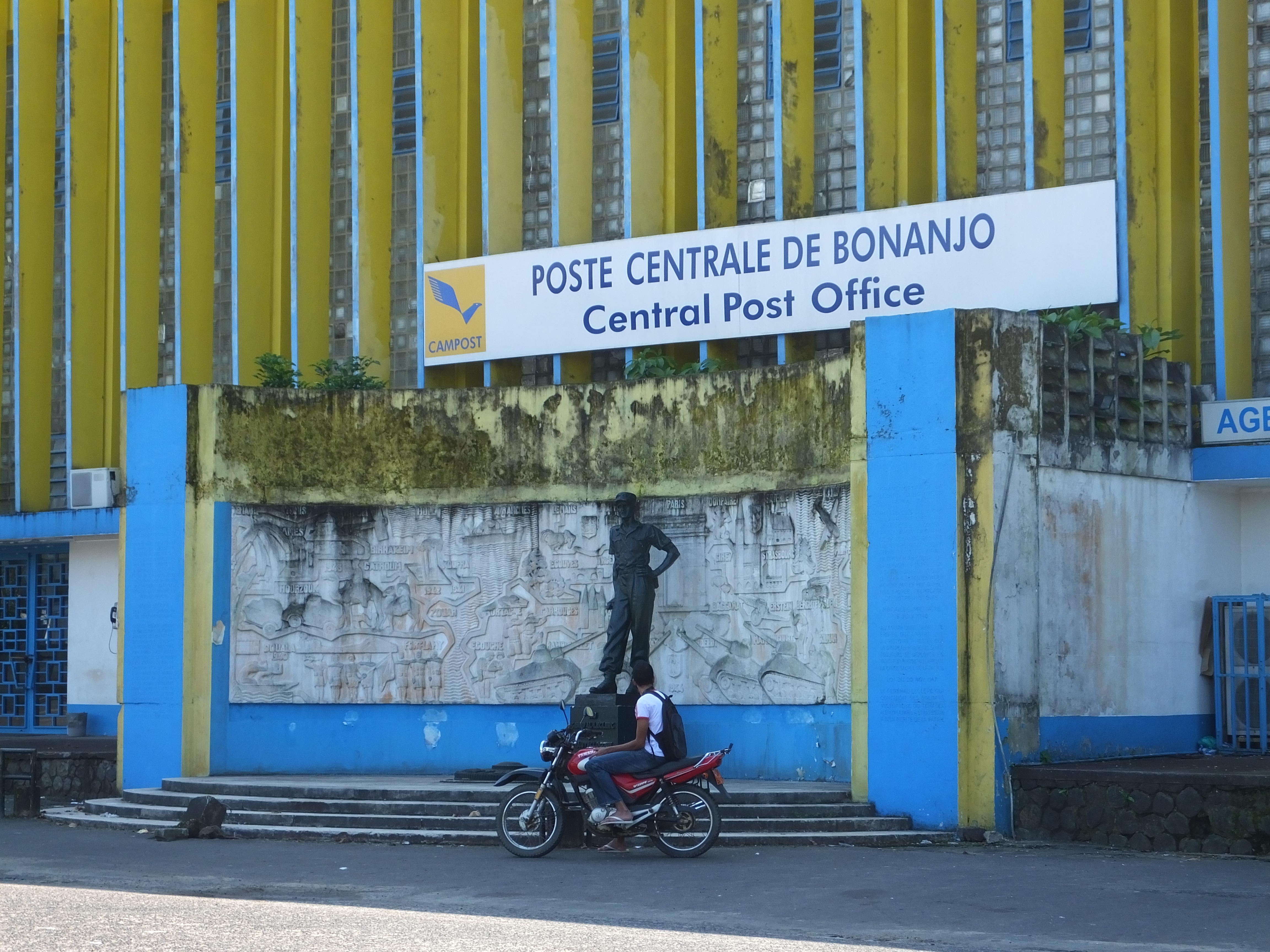
Monument au Général Leclerc Douala situé à  la poste centrale de Douala à Bonanjo
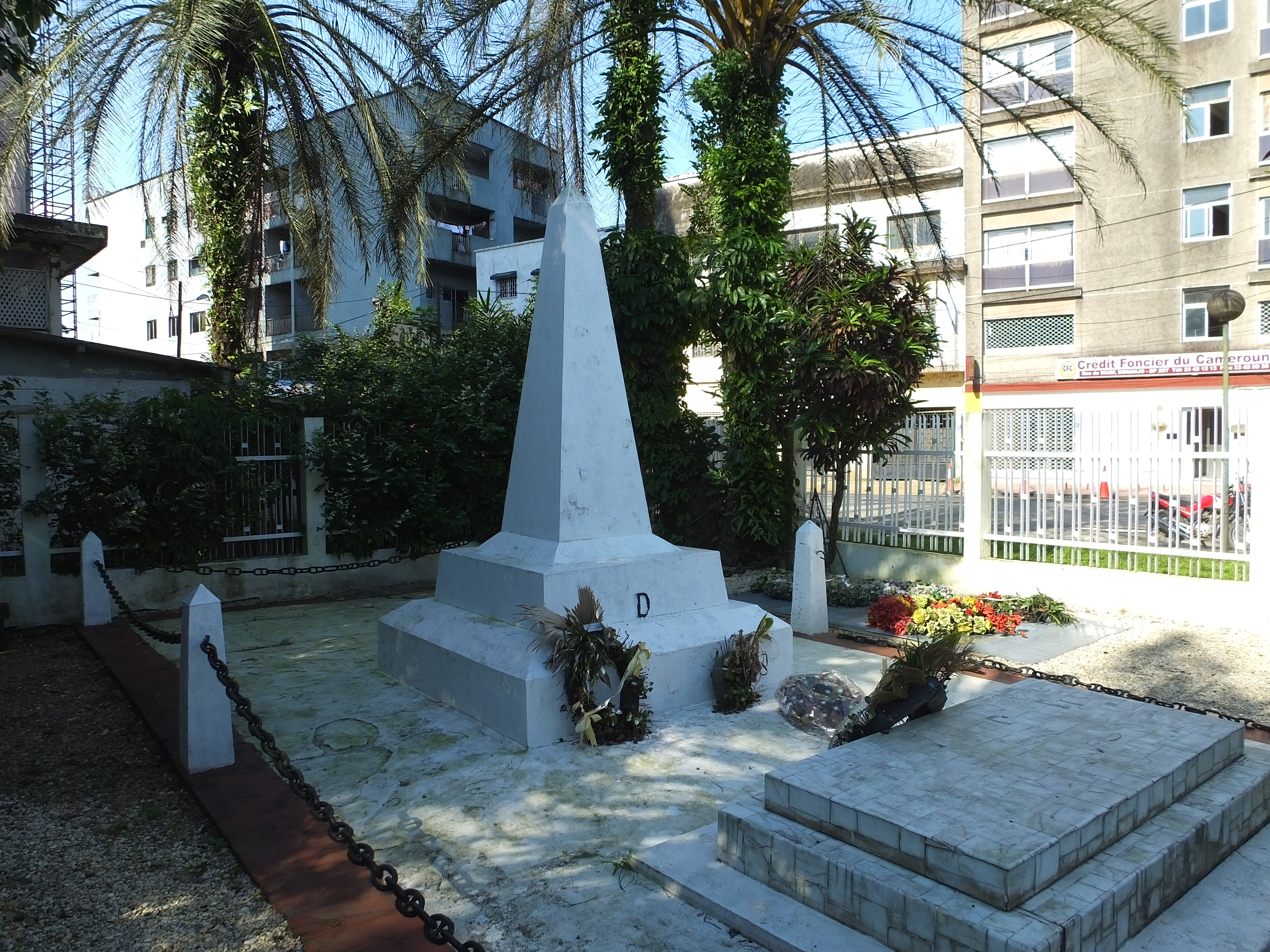
Monument funéraire des rois Bell Douala à Bonanjo
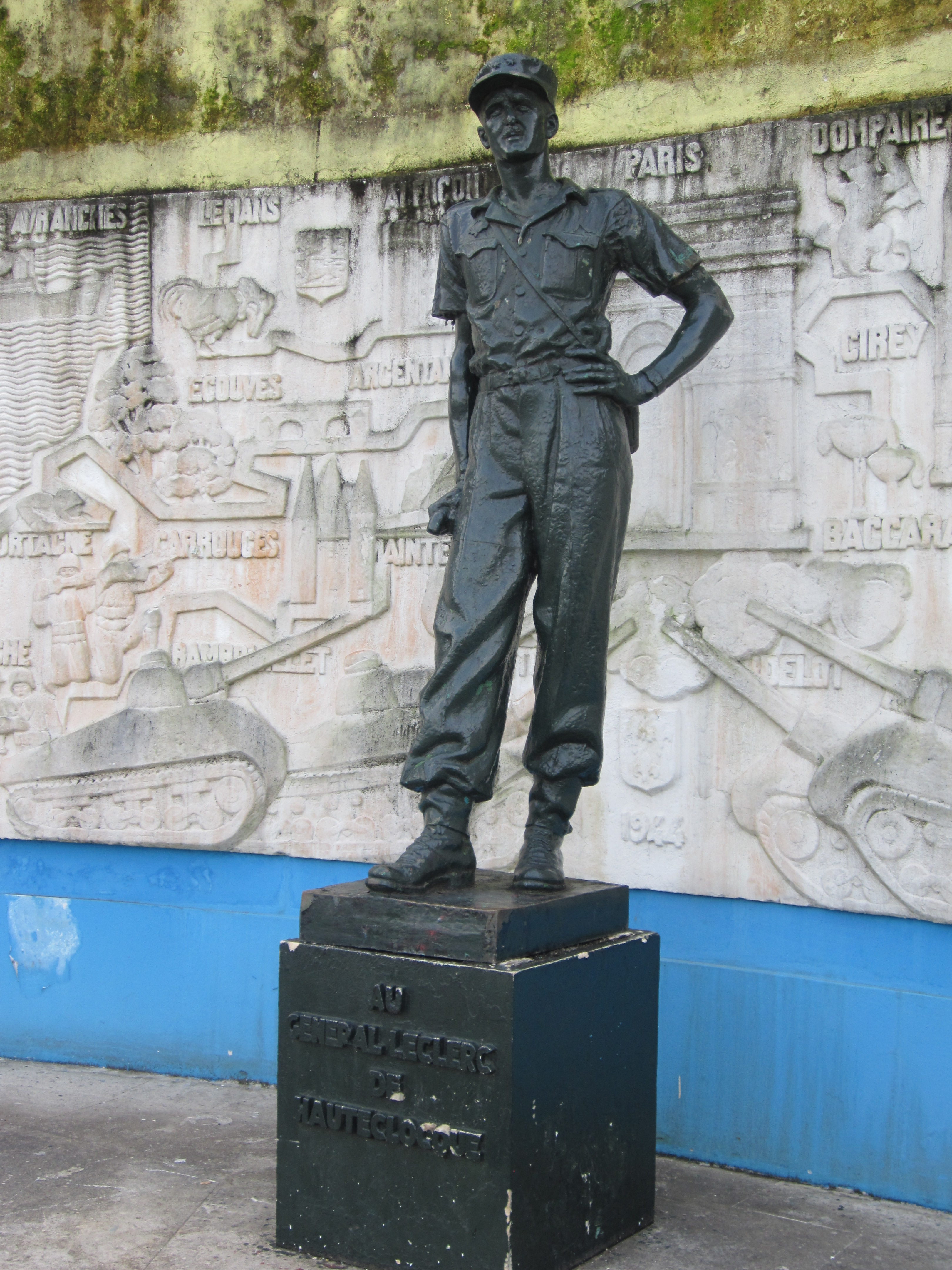
Monument du General Leclerc de Douala à la poste centrale de Douala à Bonanjo
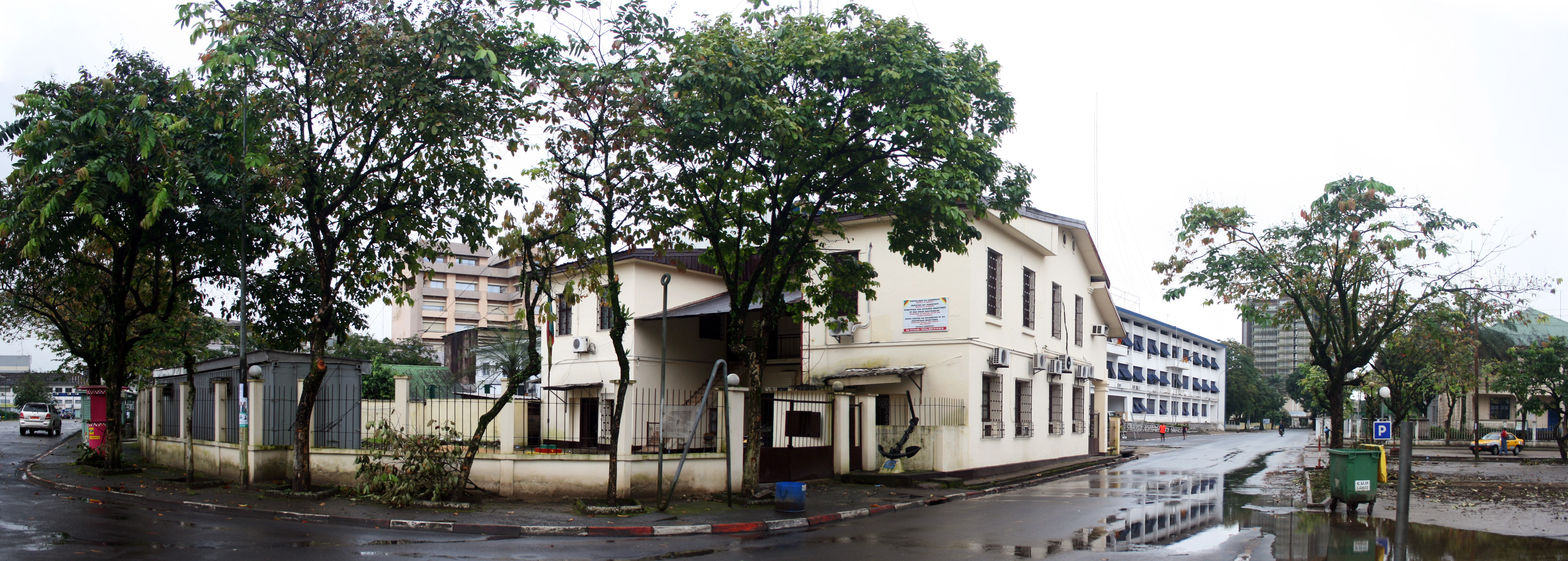
Ancien Commissariat de Police à Bonanjo Douala
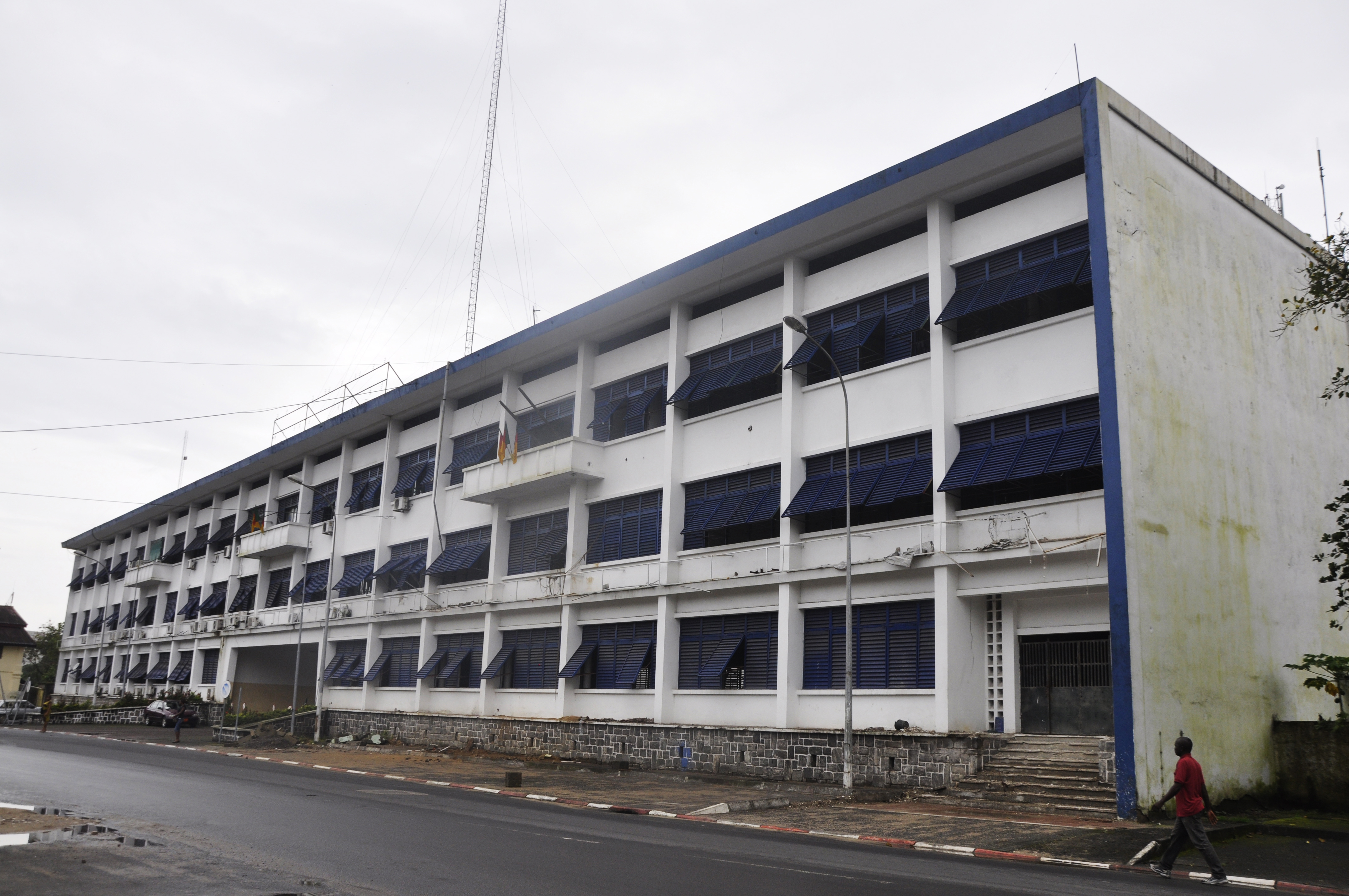
ANCIEN PALAIS DU GOUVERNEMENT A BONANJO A DOUALA
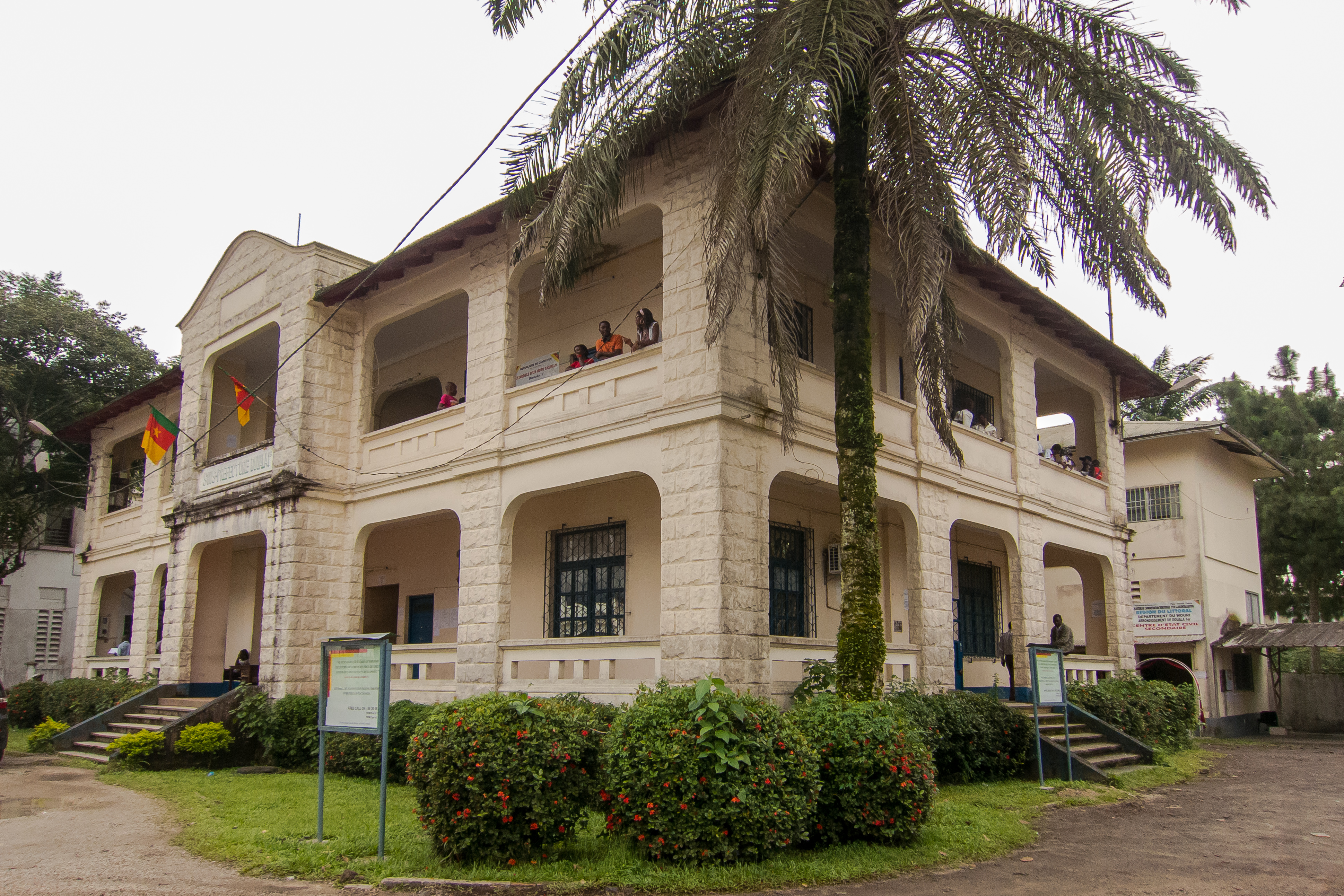
UNE VUE DE L'ANCIEN PALAIS DU GOUVERNEMENT A BONANJO A DOUALA
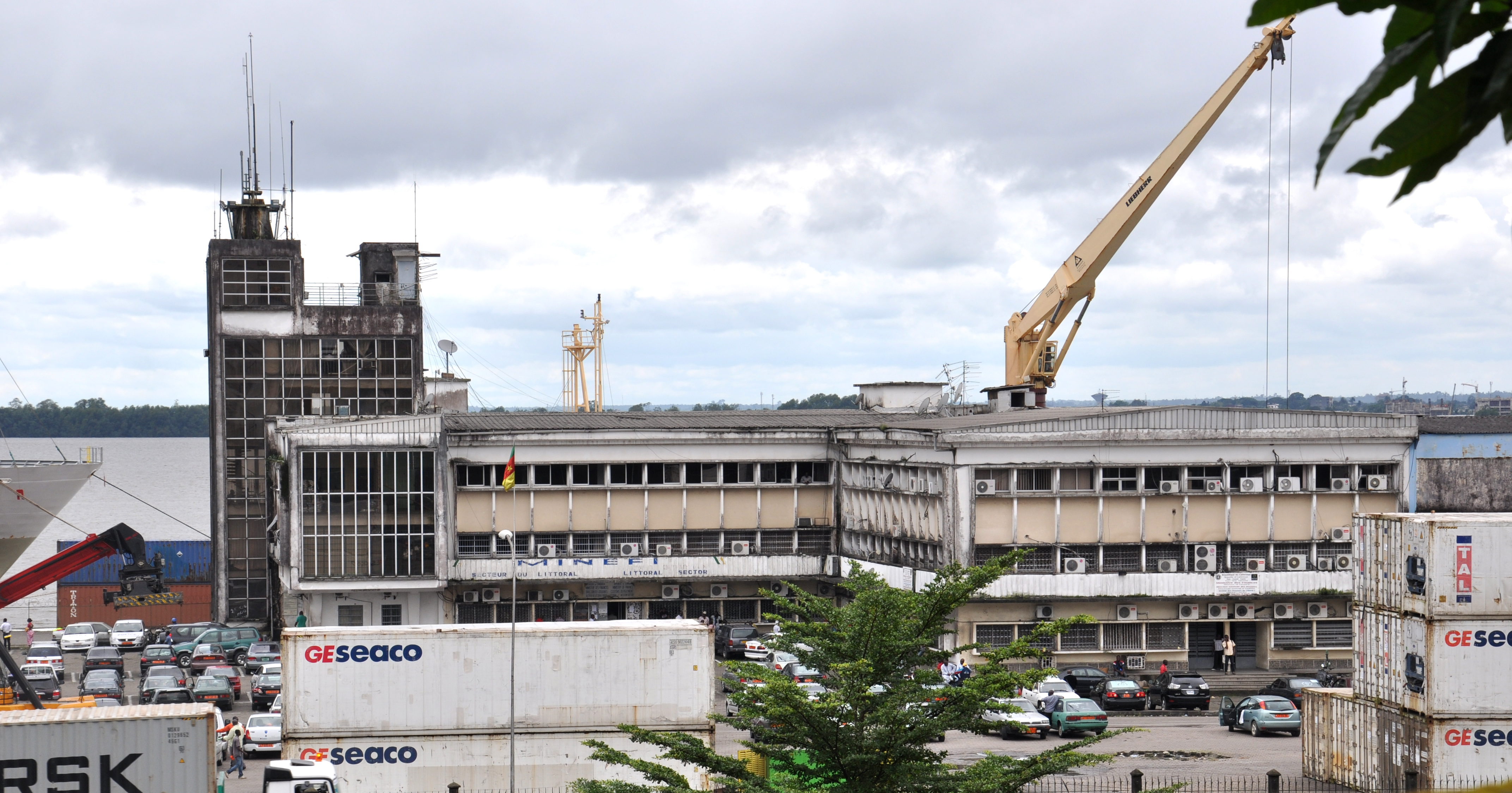
Une vue du port autonome de Douala à Bonanjo au Cameroun
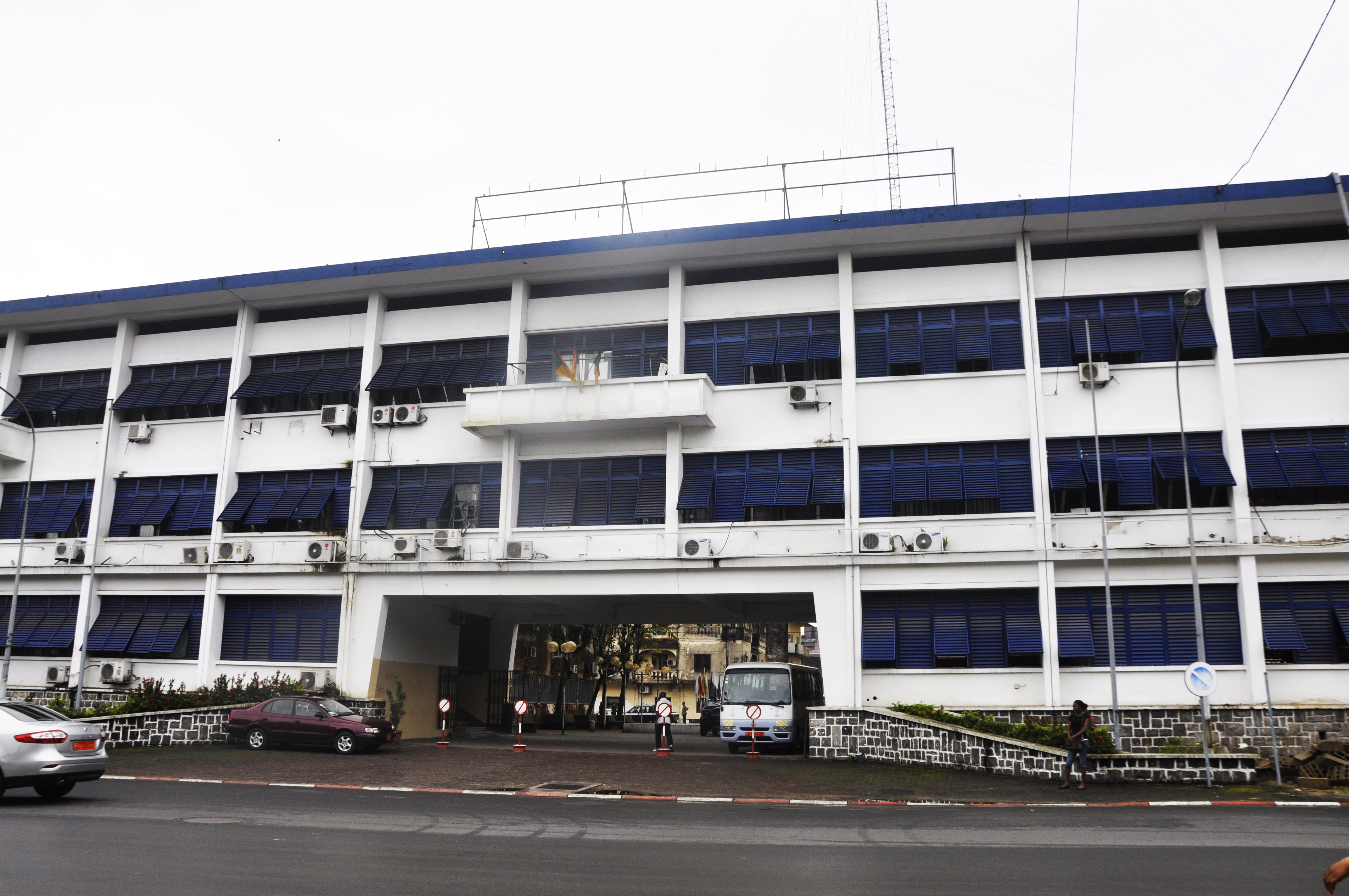
La vue principale de l'ancien palais du gouvernement à Bonanjo au Cameroun
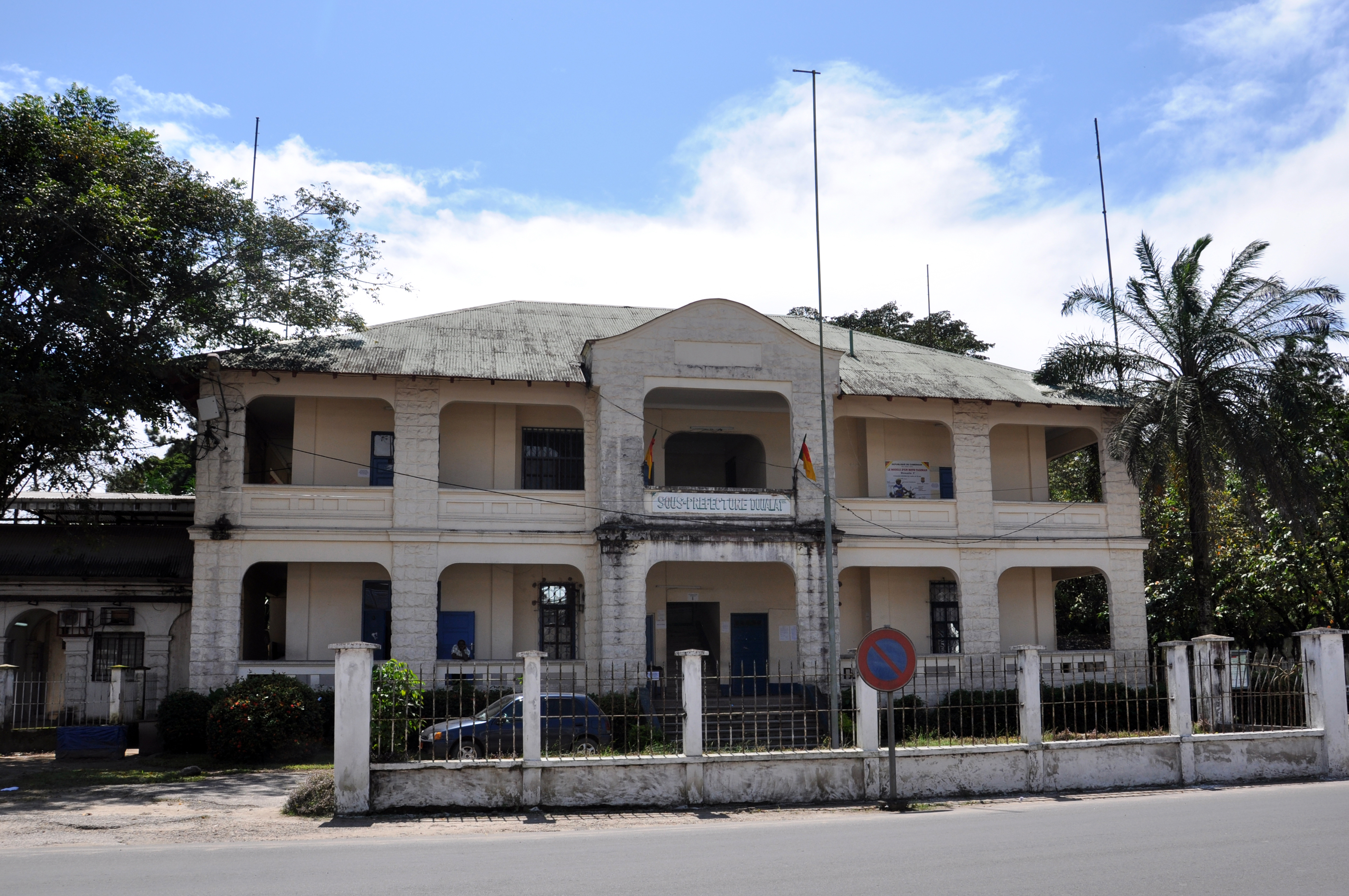
L'ANCIEN PALAIS DU GOUVERNEMENT A BONANJO A DOUALA
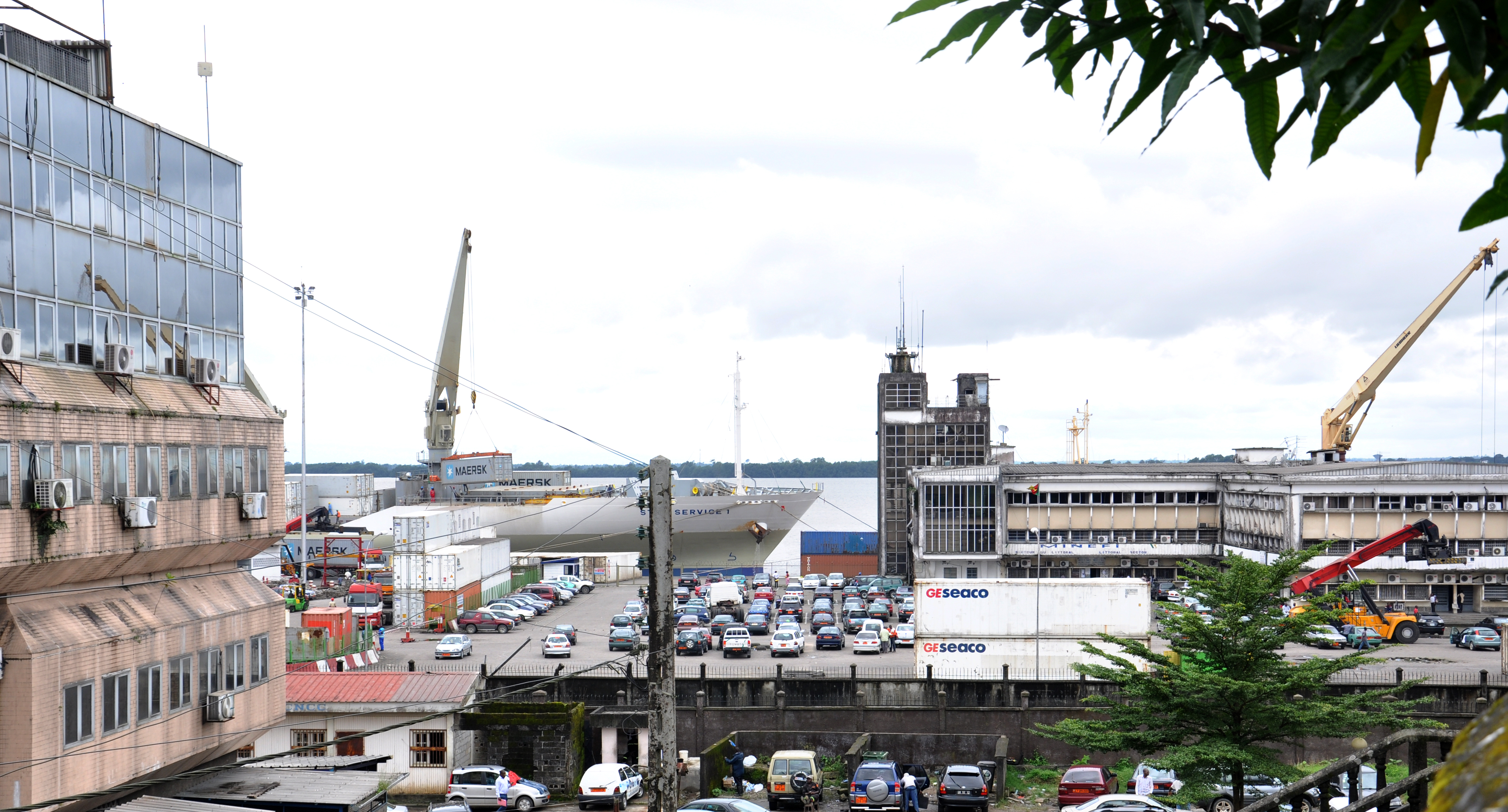
Vue d'ensemble du port autonome de Douala au Cameroun
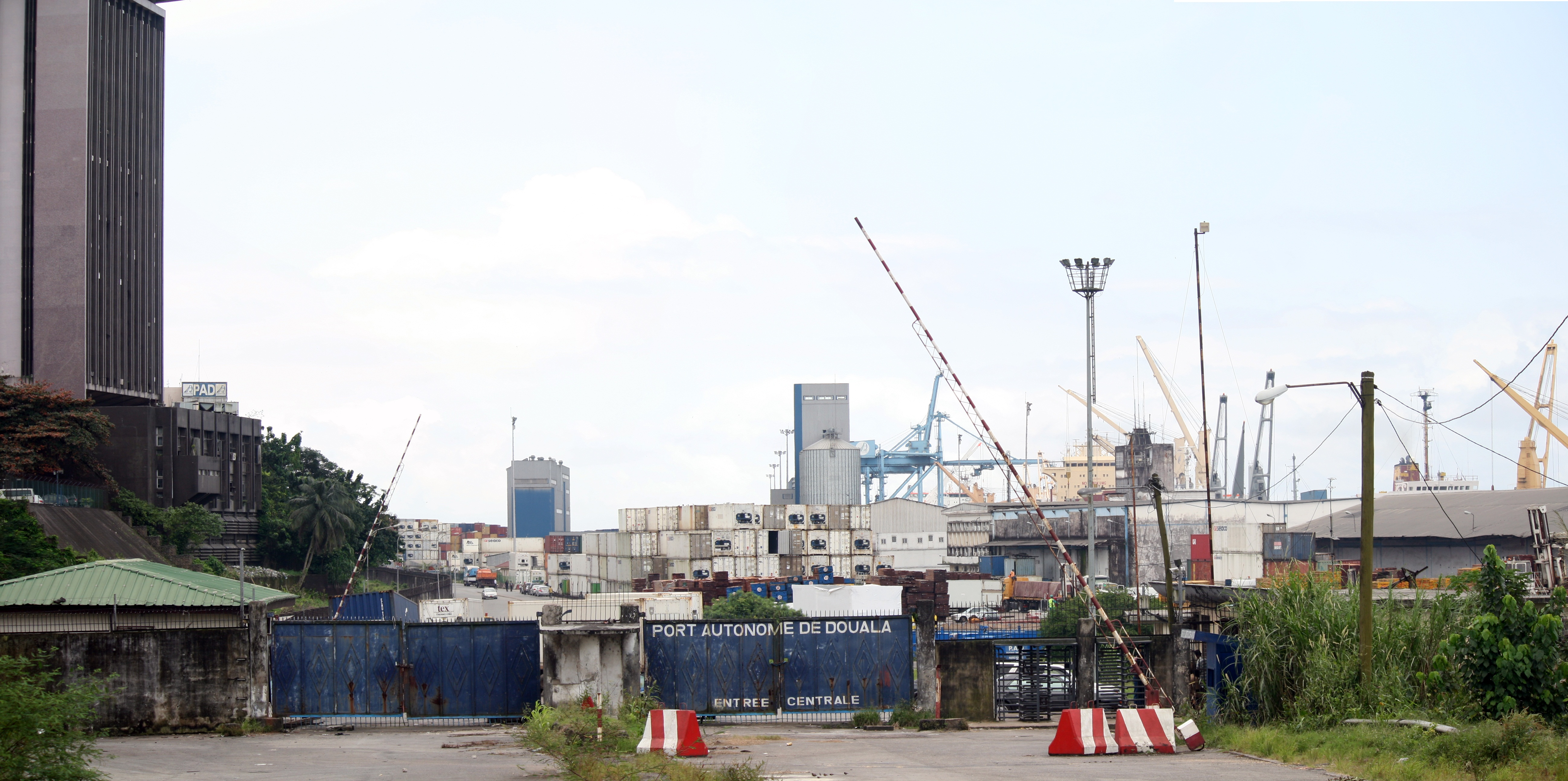
Vue partielle du port autonome de Douala au Cameroun
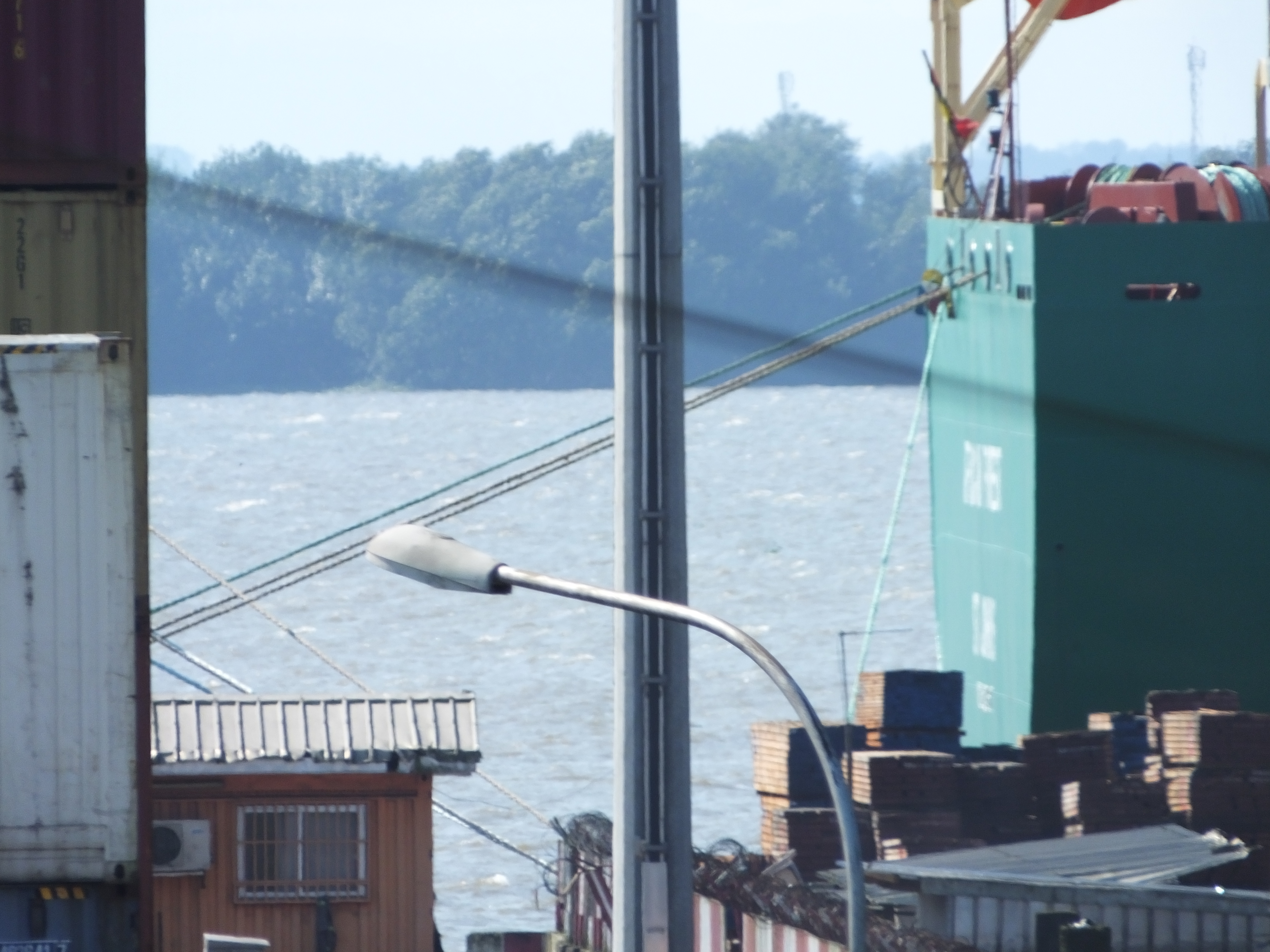
Une vue partielle du Port autonome de Douala à partir de Bonanjo
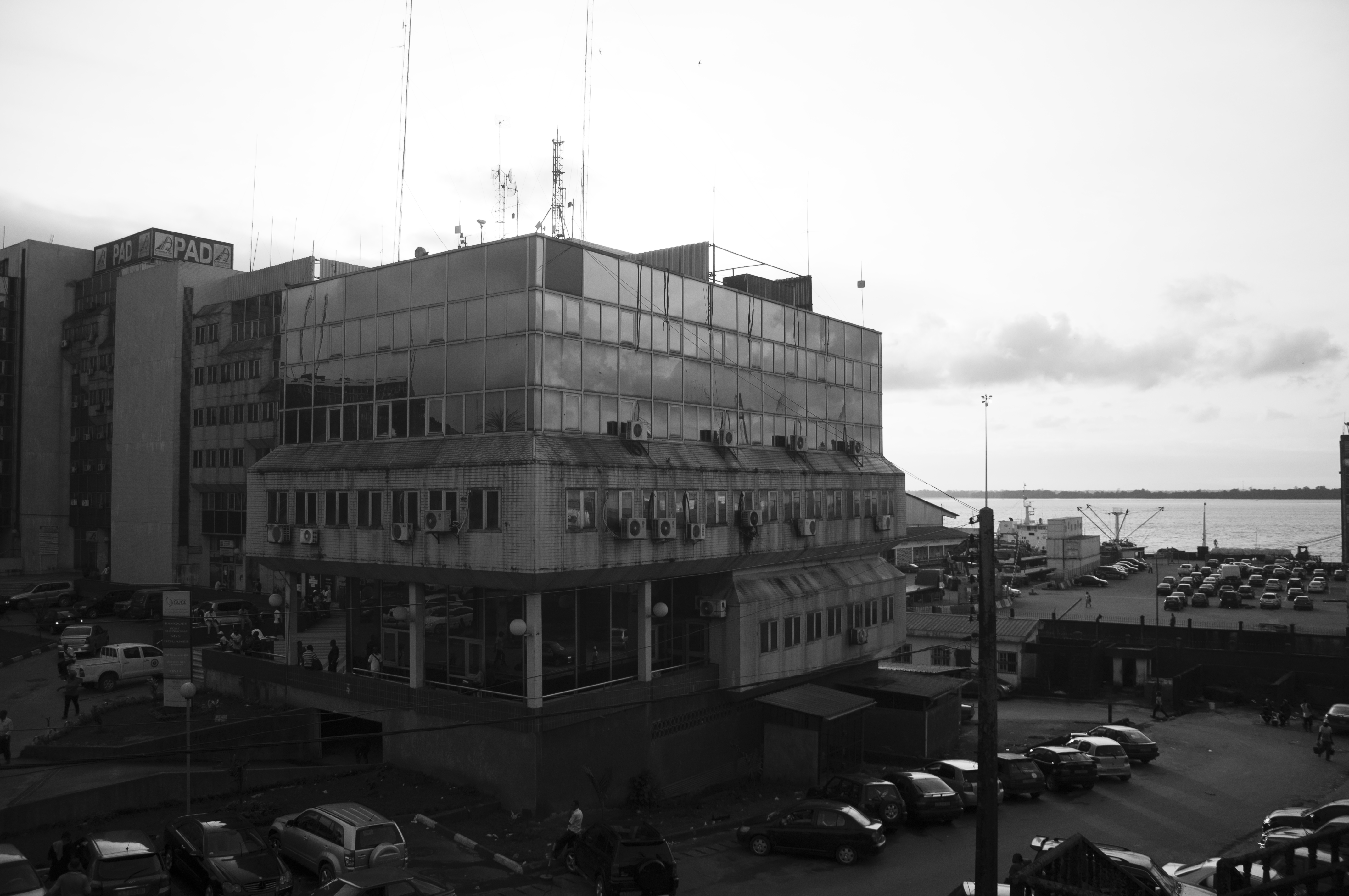
Immeuble siège du port autonome de Douala à Bonanjo
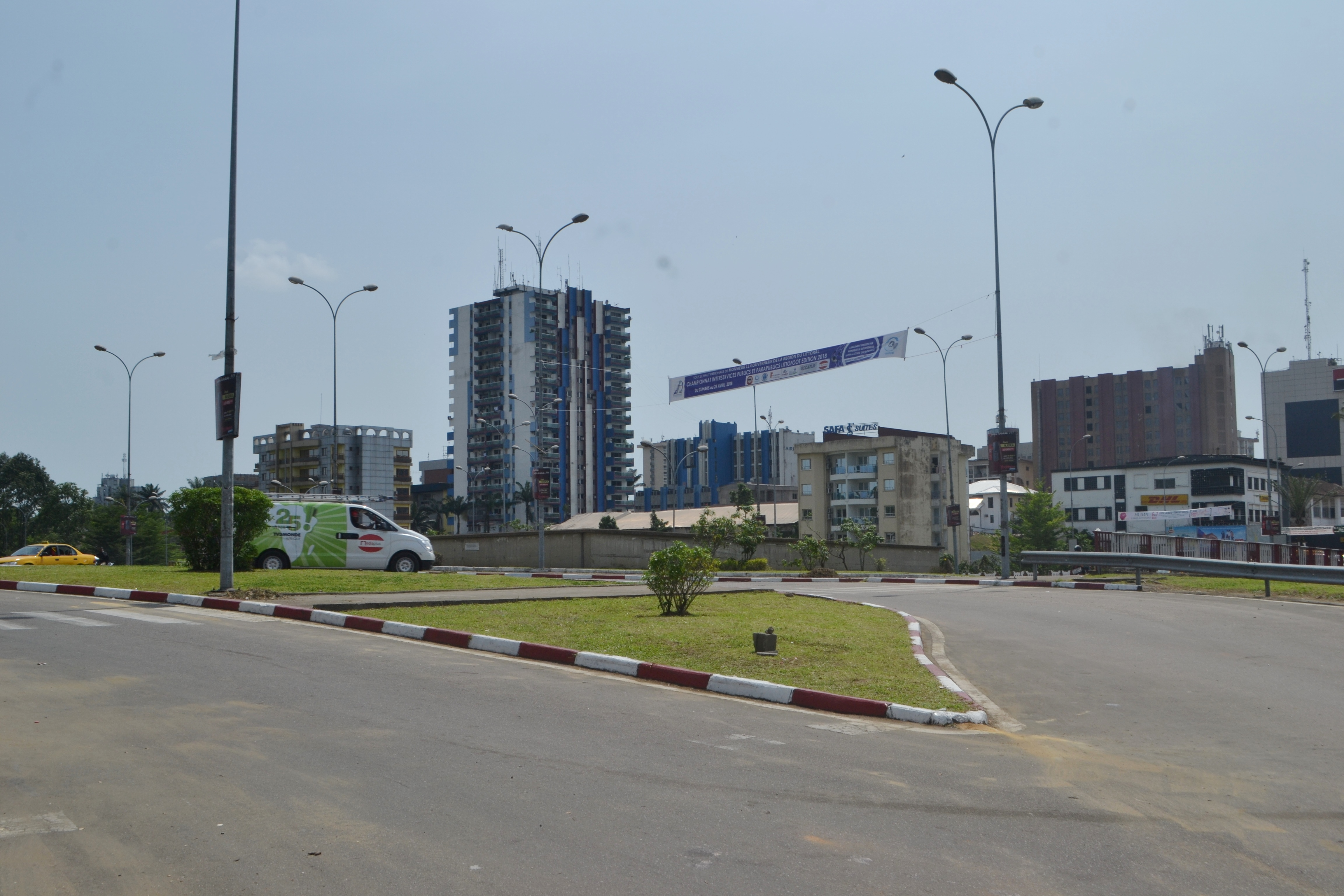
Rond-point de Bonanjo à Douala au Cameroun
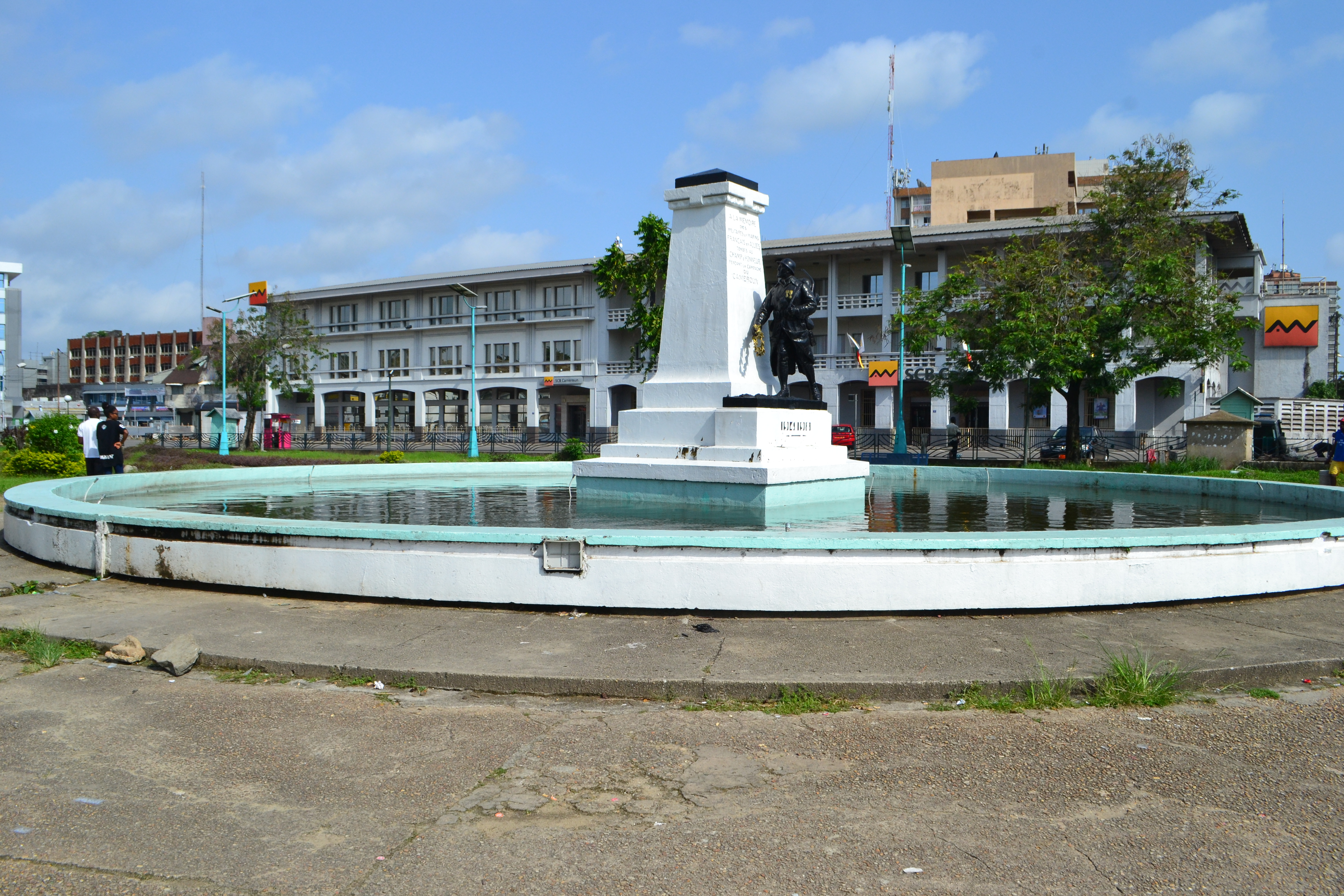
Monument au jardin public de Bonanjo à Douala au Cameroun
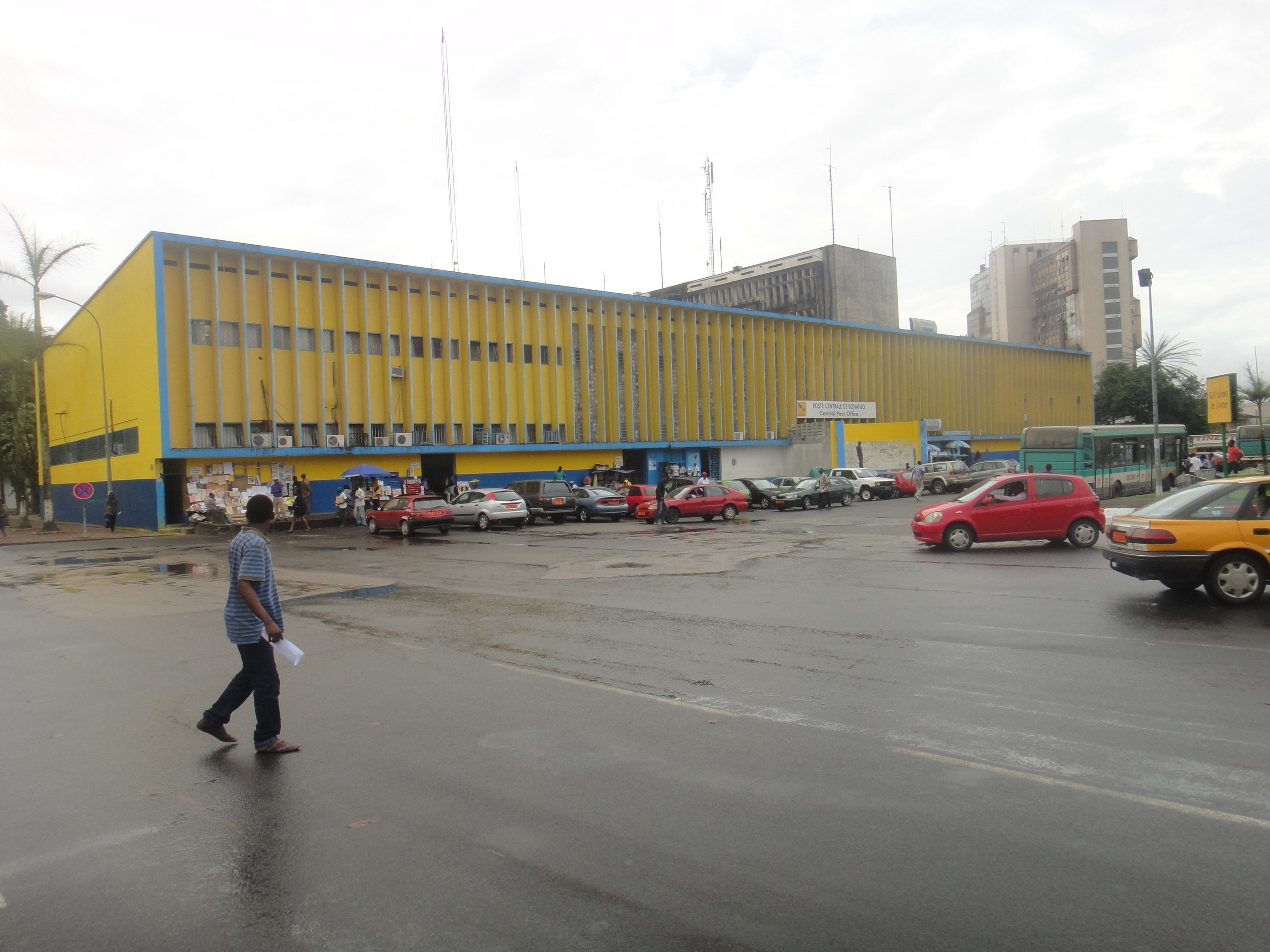
Vue de droite de la Poste centrale de Bonanjo a Douala au Cameroun
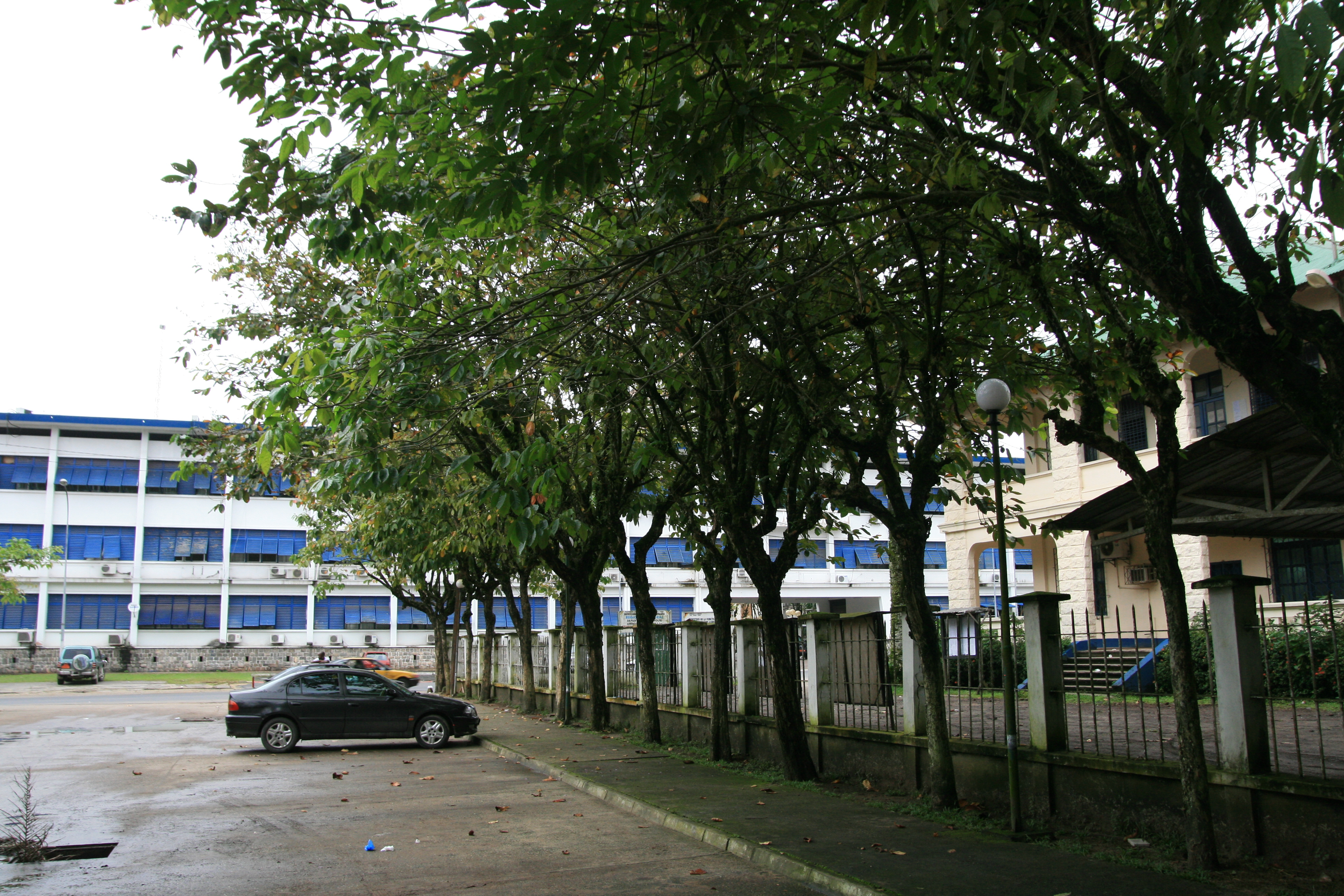
Le parking présidentiel à Bonanjo à Douala
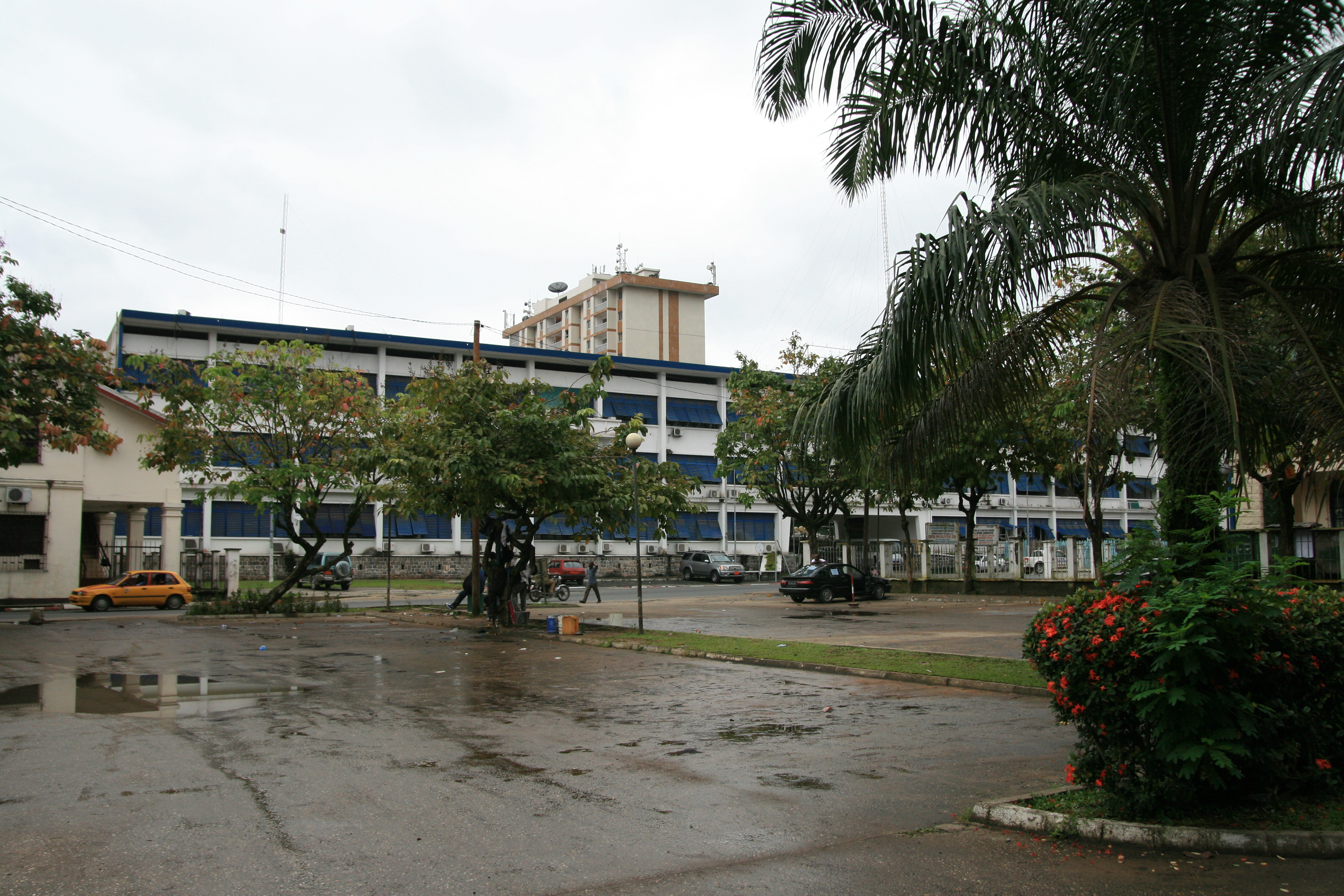
Vue d'ensemble du parking présidentielle de Bonanjo à Douala au Cameroun
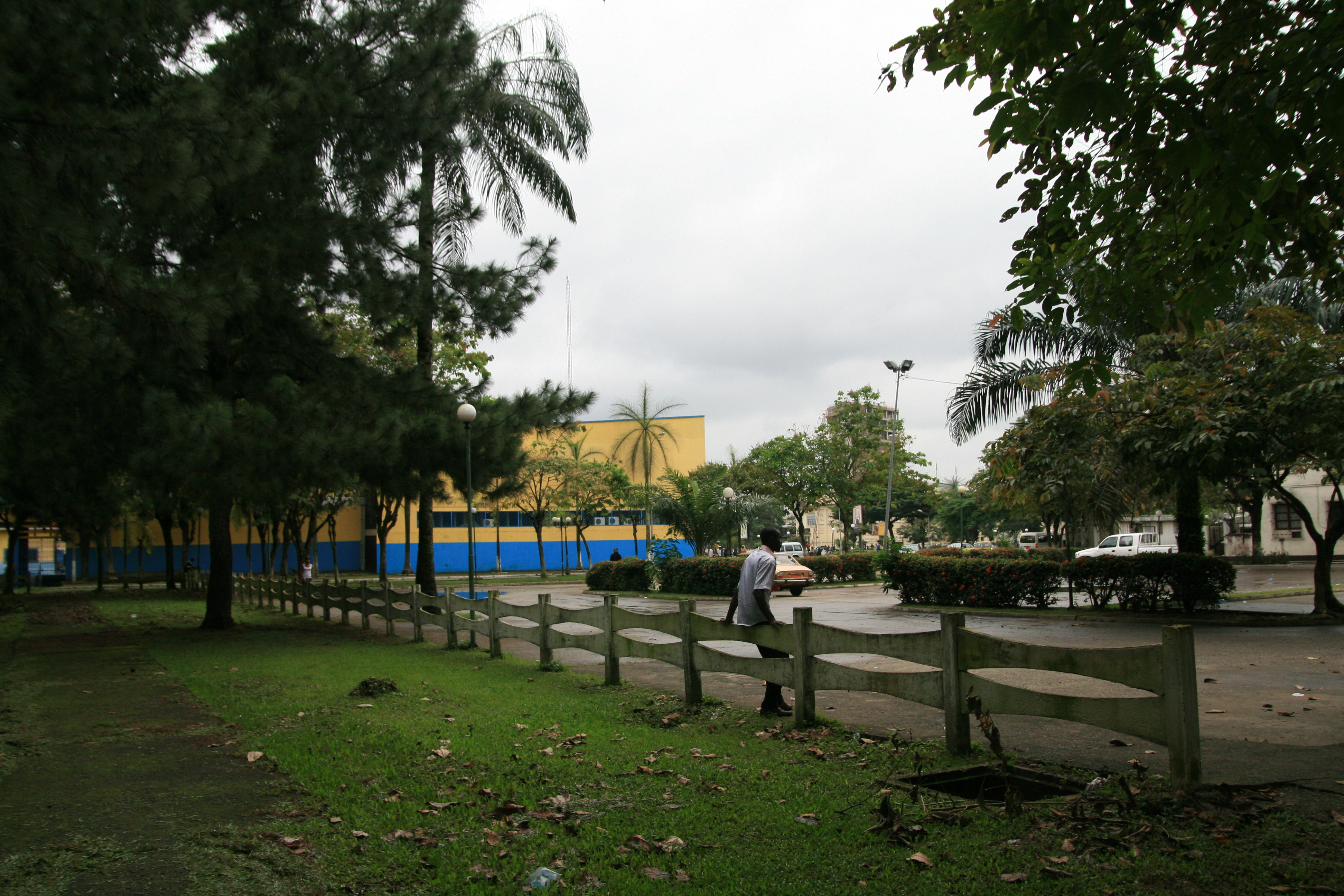
Une vue d'arrière du parking présidentielle de Bonanjo à Douala au Cameroun
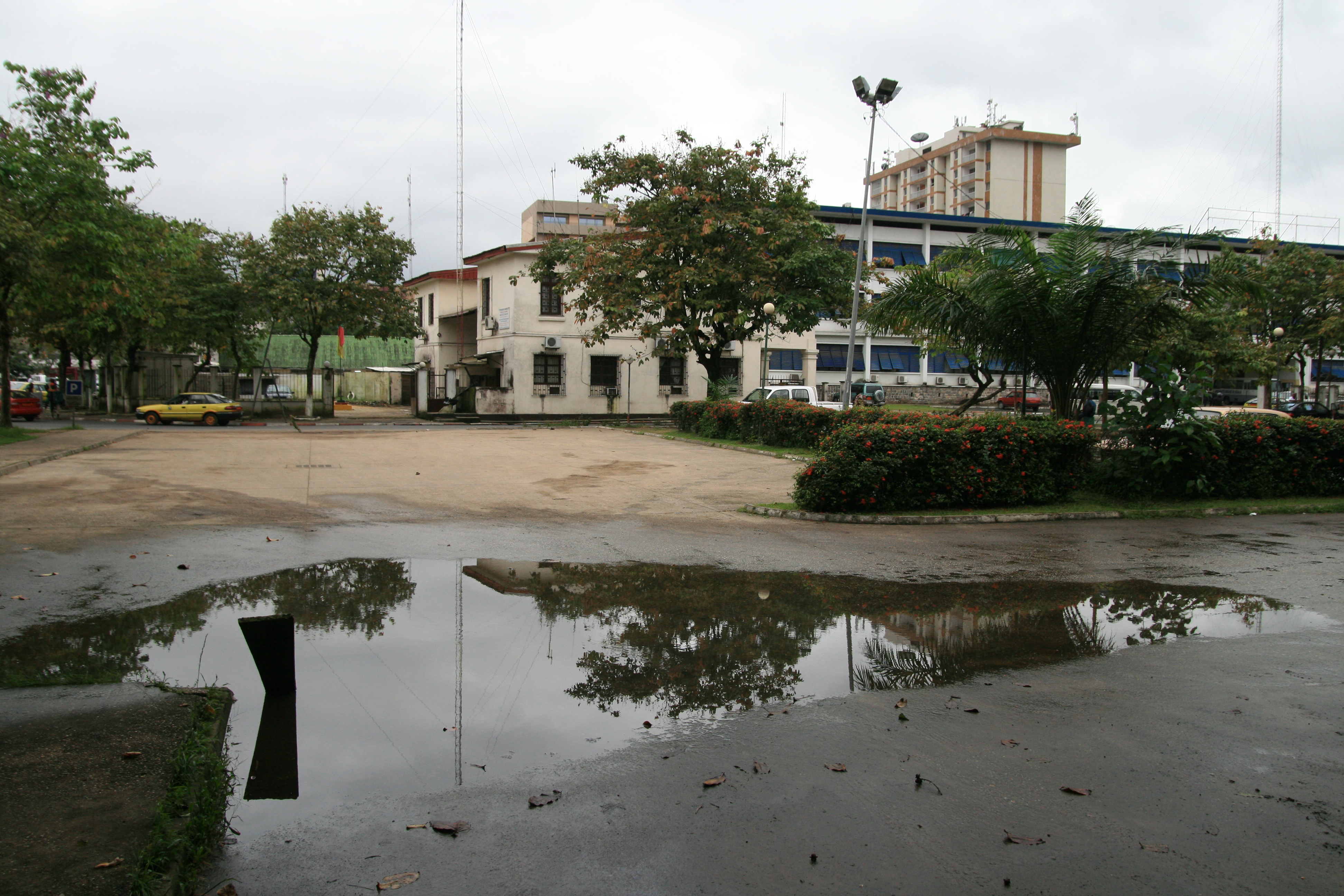
Vue d'ensemble du parking présidentiel de Bonanjo au Cameroun
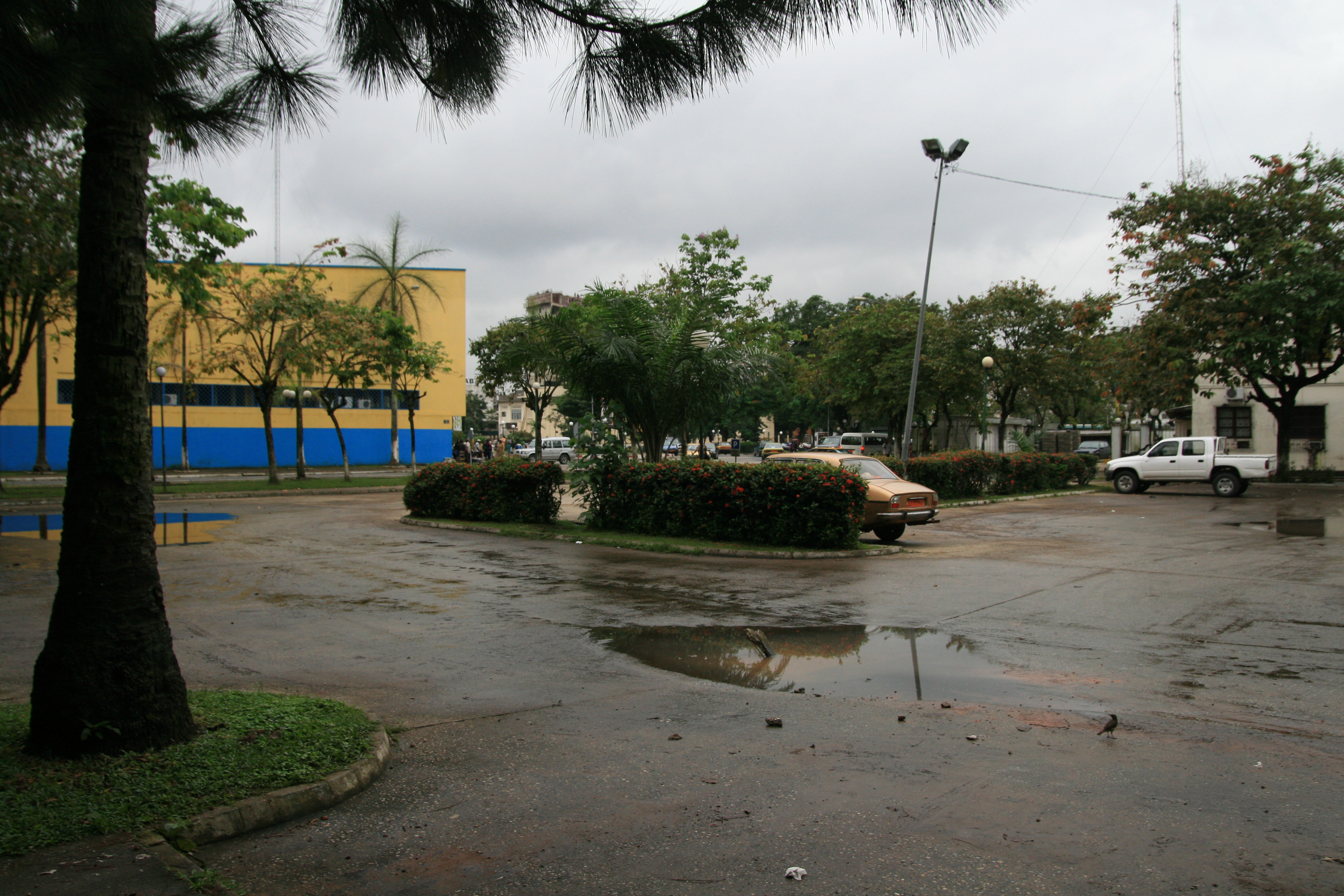
Vue de gauche du parking présidentiel de Bonanjo au Cameroun
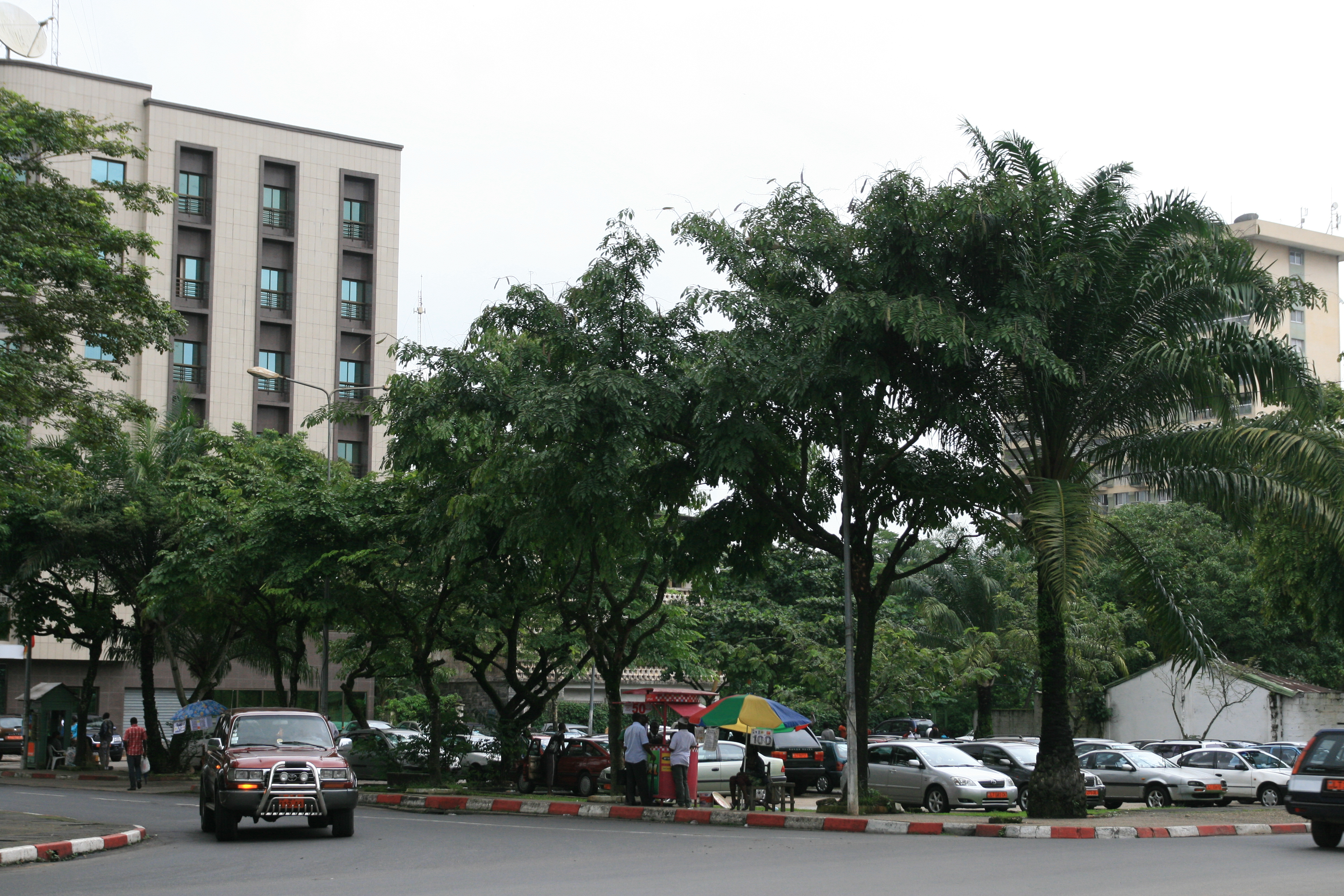
Vue de face du parking de la CNPS à Bonanjo au Cameroun
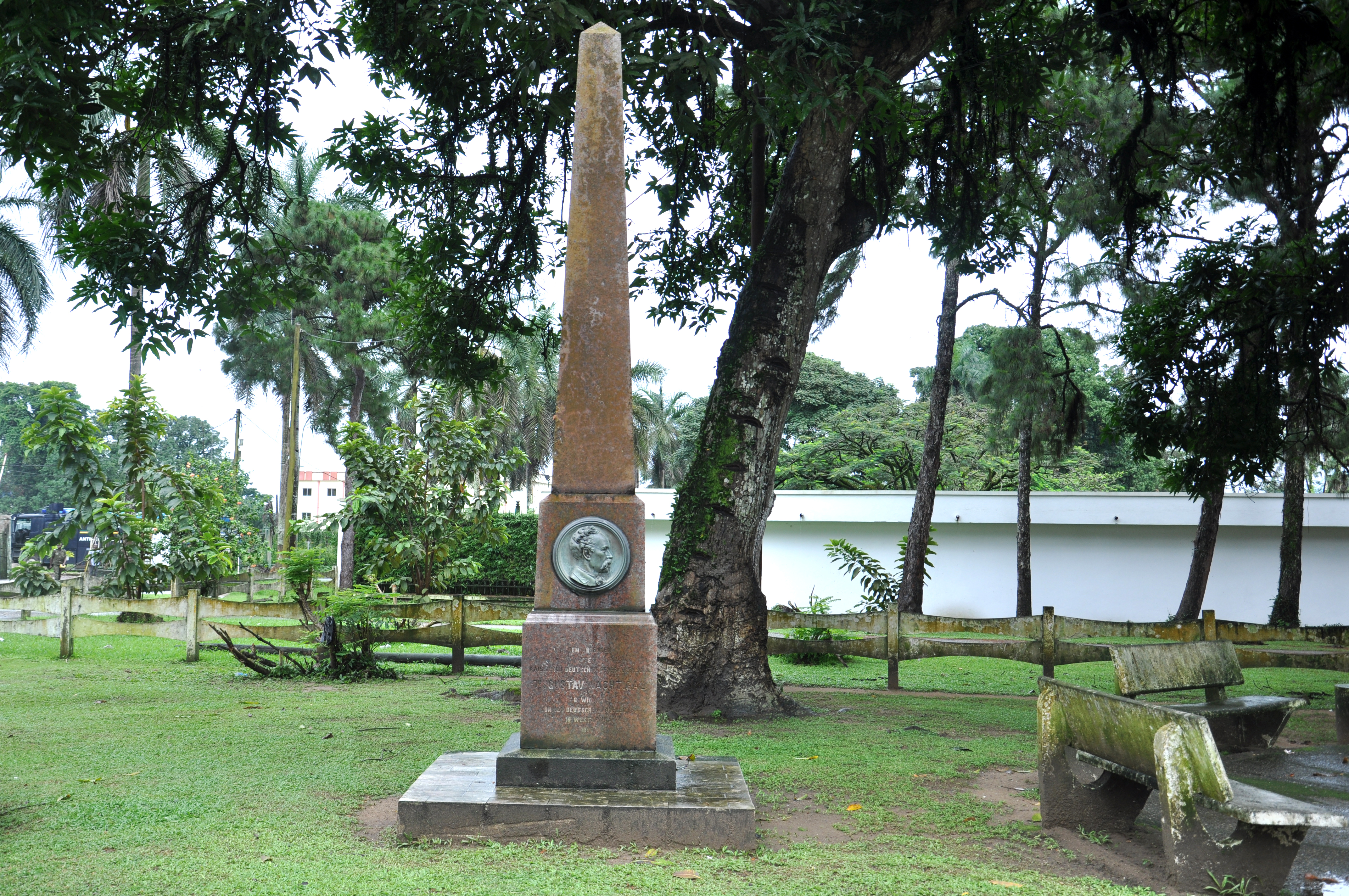
Monument de Gustav Nachtigal à Bonanjo au Cameroun
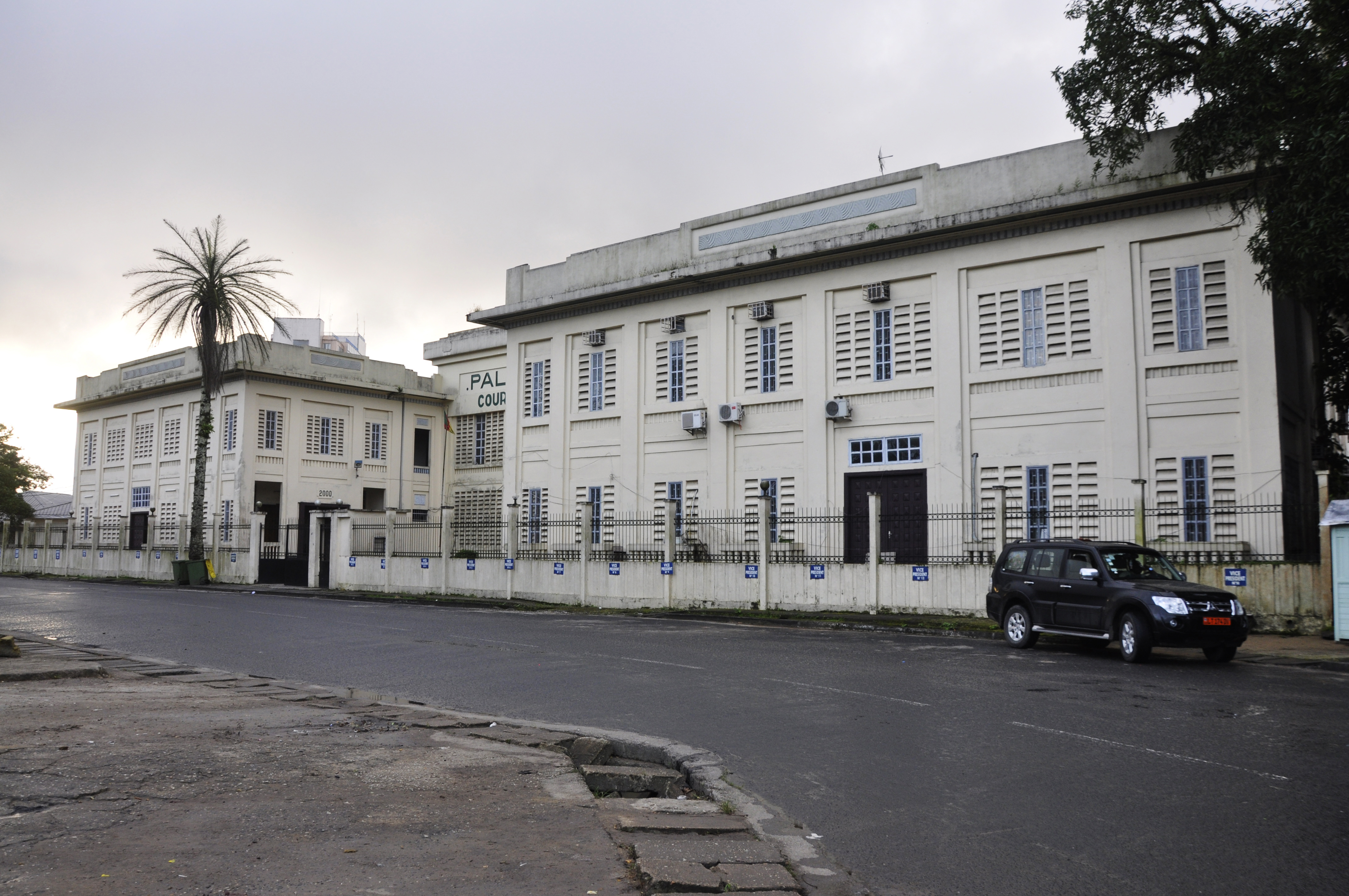
Ancien palais de justice de Bonanjo à Douala, actuel cours d'appel
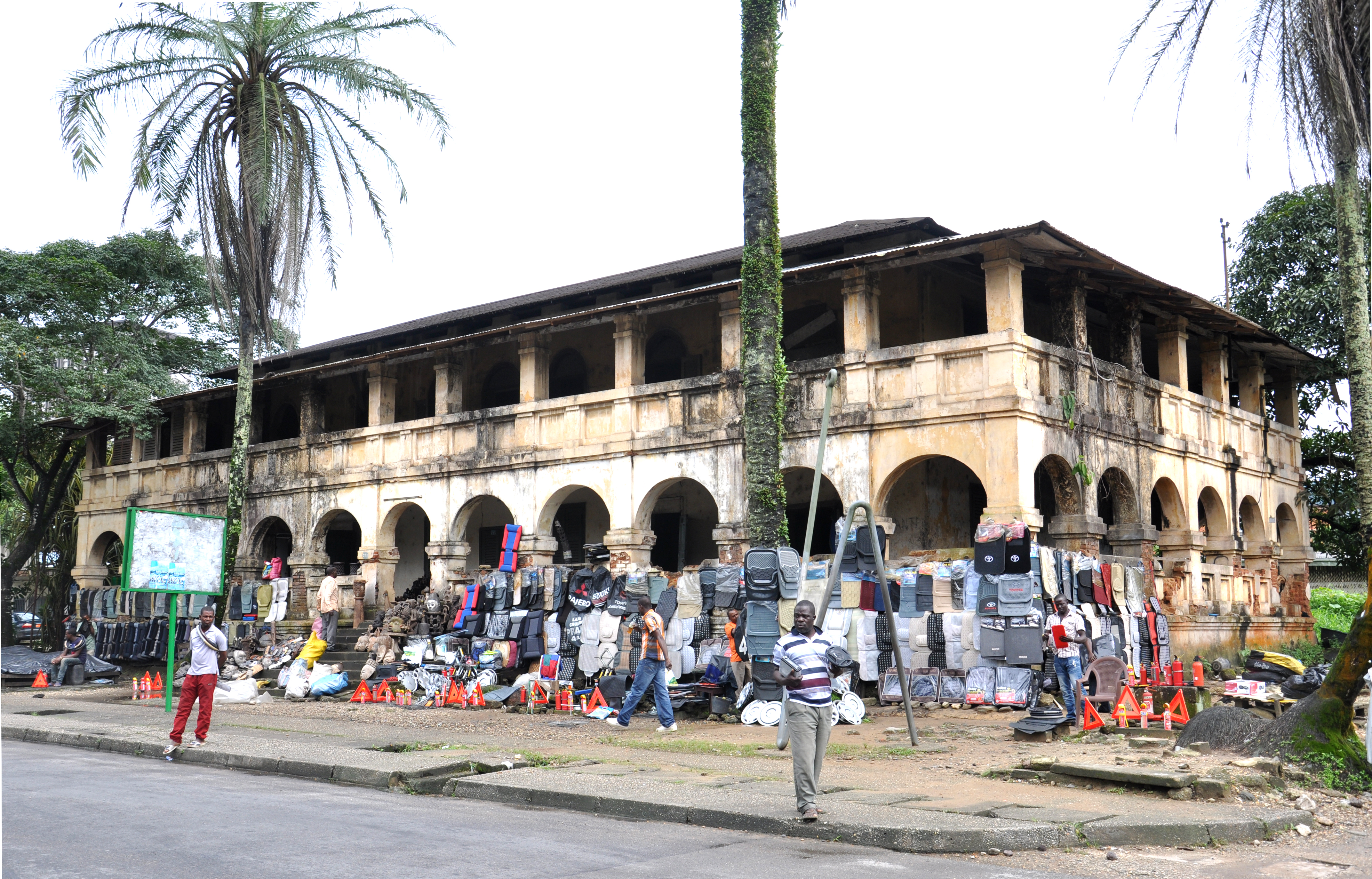
Vue de droite de la Villa Mandessi Bell à Bonanjo
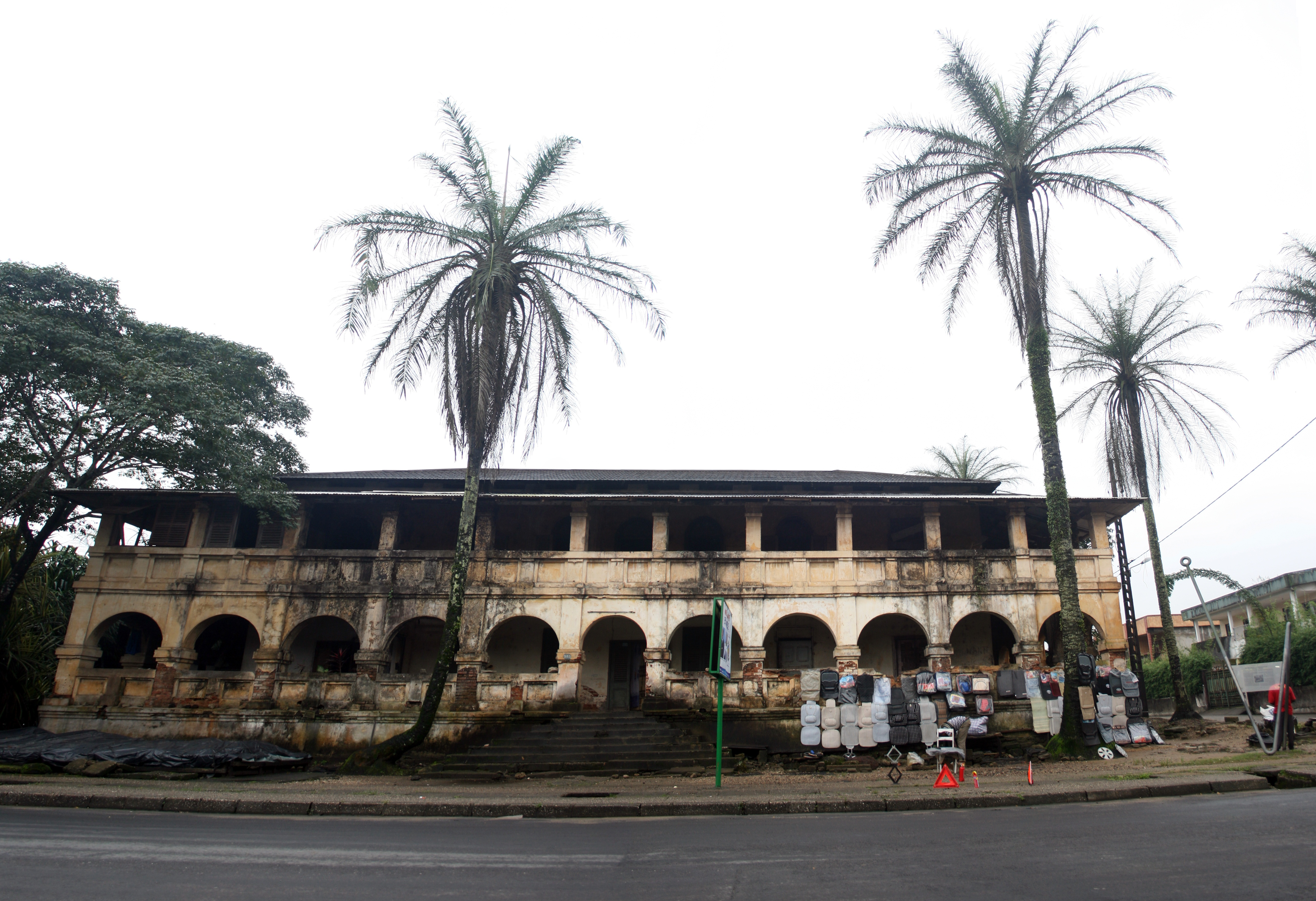
Vue de face de la Villa Mandessi Bell à Bonanjo au Cameroun
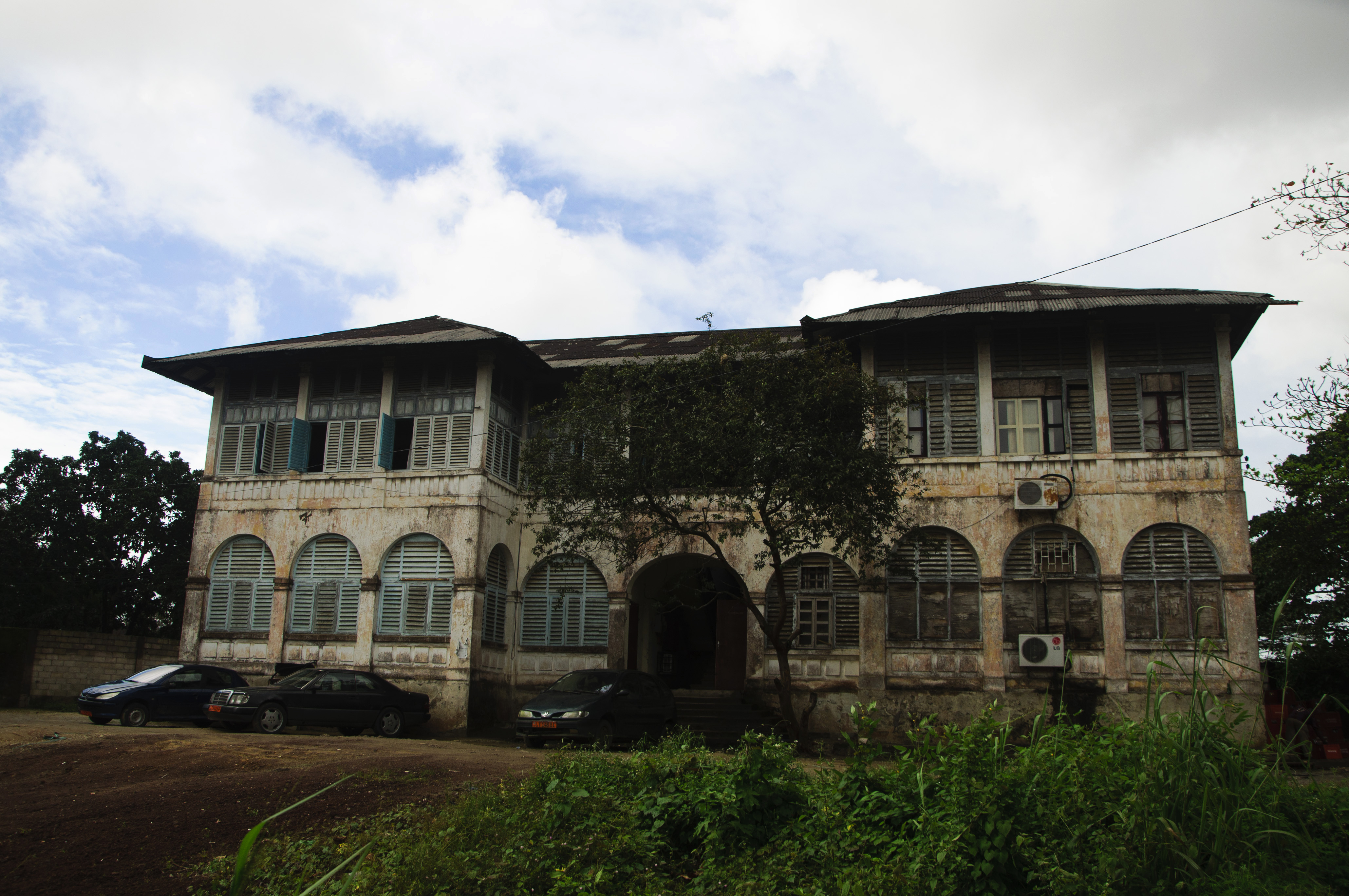
Vue de face de la Maison des célibataires de la Woermann à Bonanjo
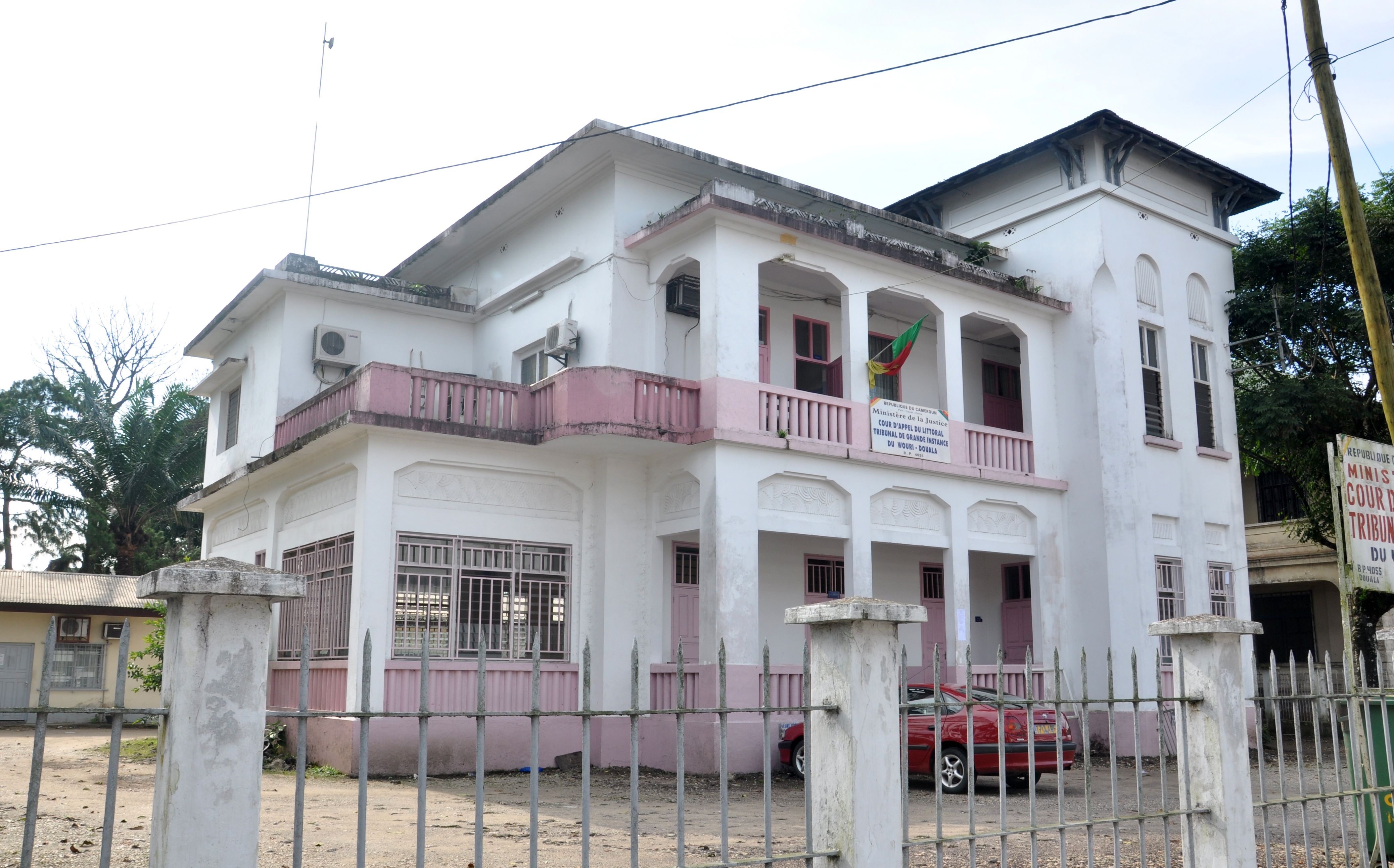
Vue de face de l'Ancienne résidence du chef de circonscription à Bonanjo au Cameroun
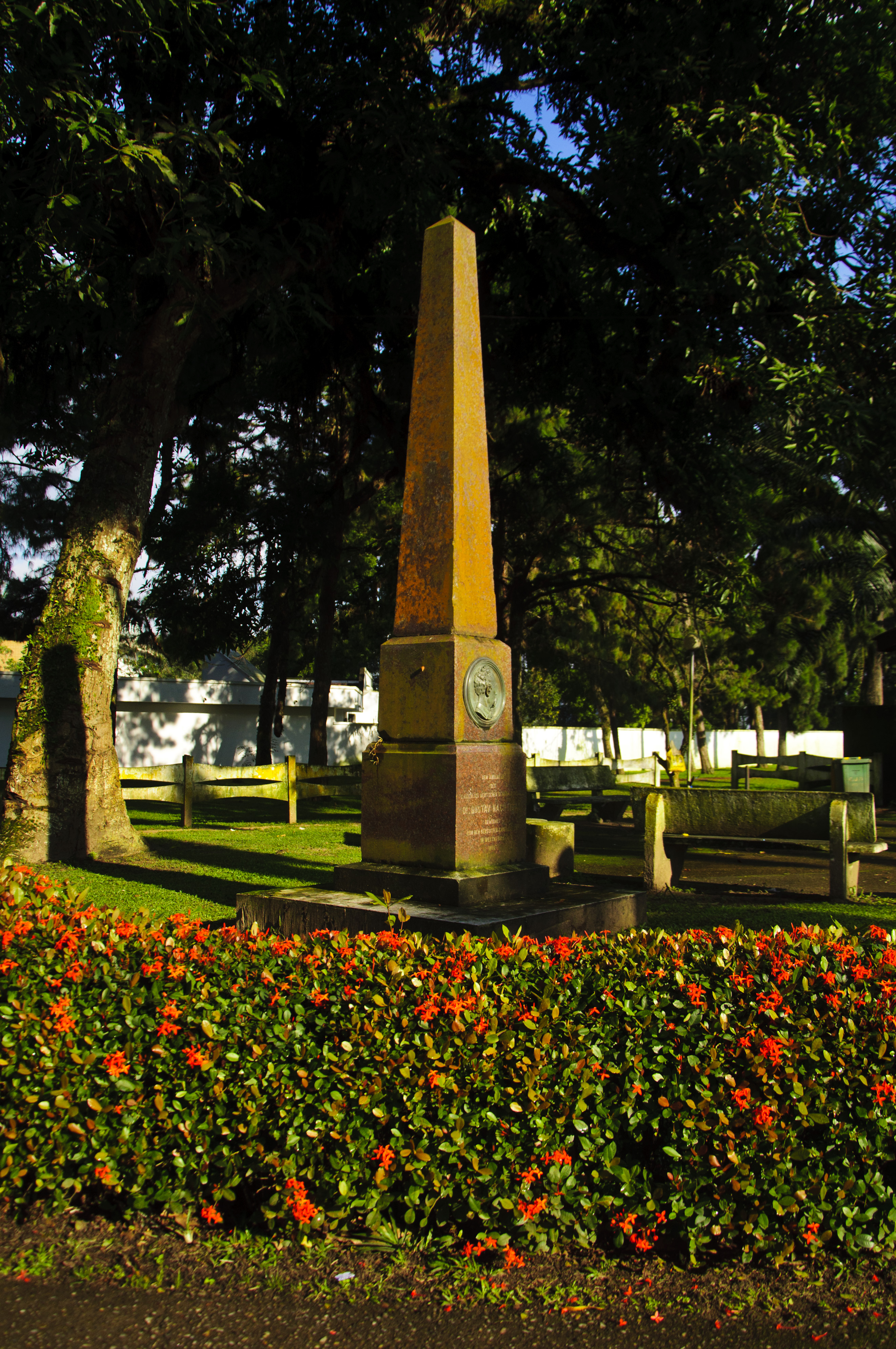
Gros plan du monument de Gustav Nachtigal à Bonanjo au Cameroun
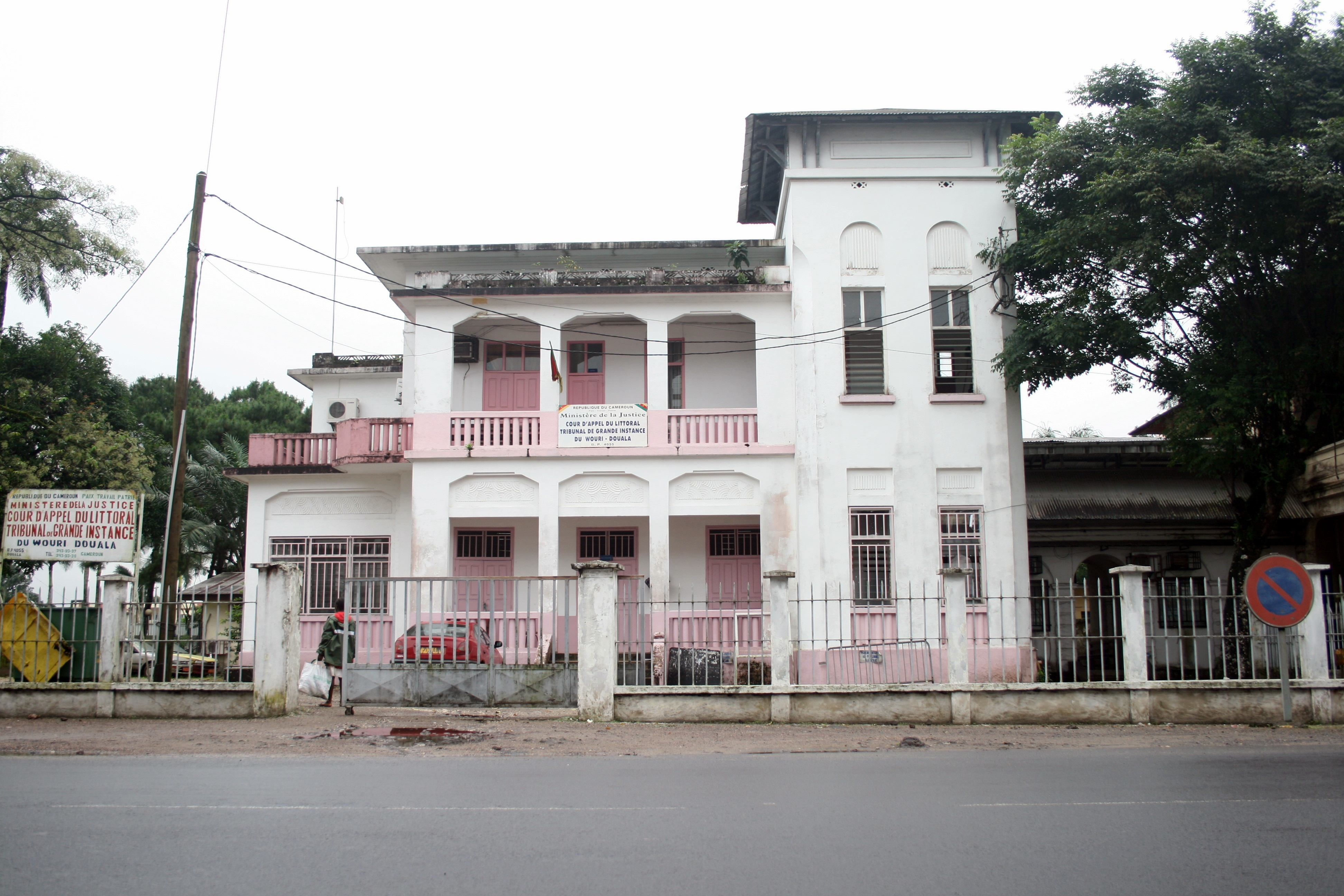
L'ancienne résidence du chef de circonscription à Bonanjo
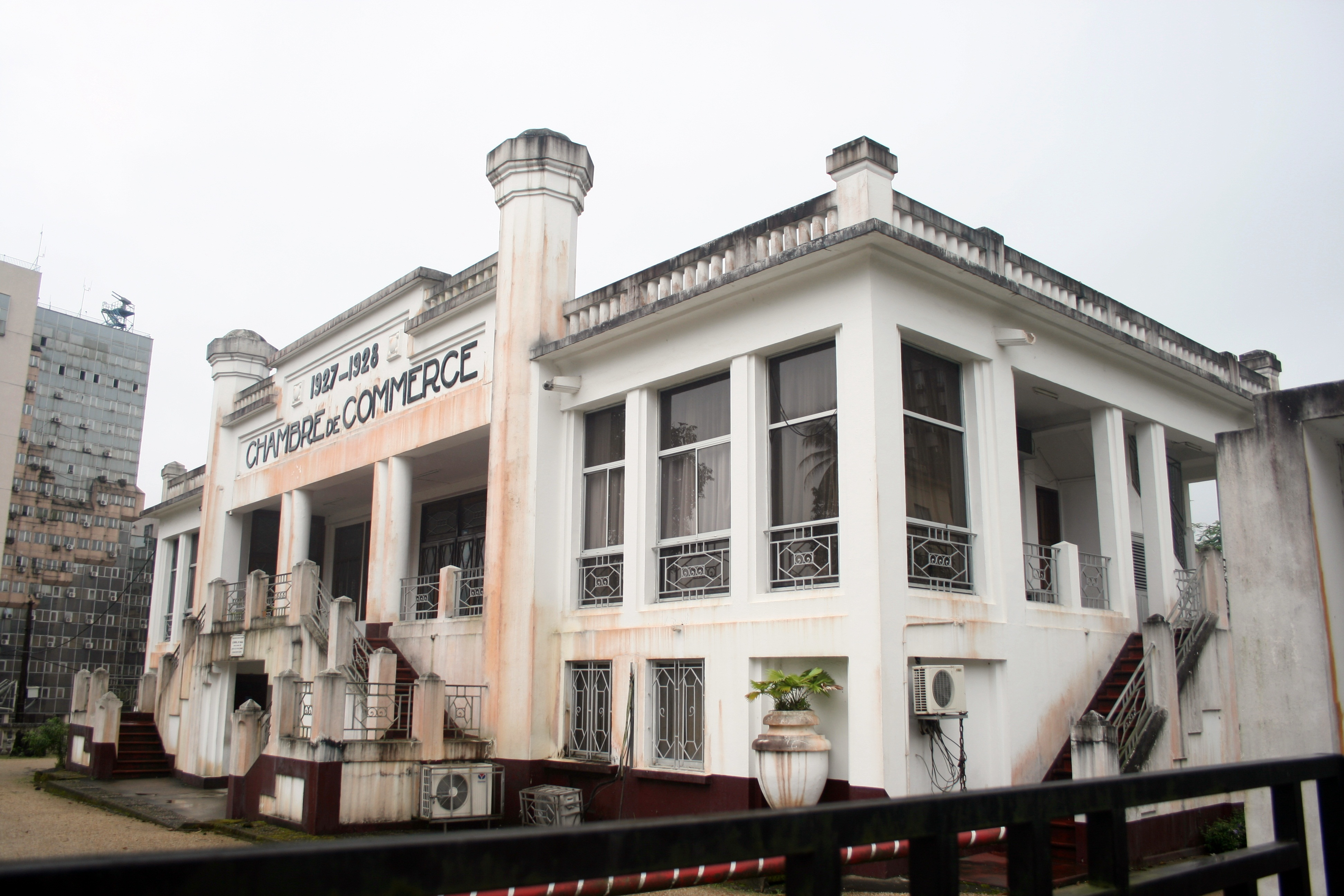
Vue de bias de la chambre de commerce et d'industrie du Cameroun à Bonanjo au Cameroun
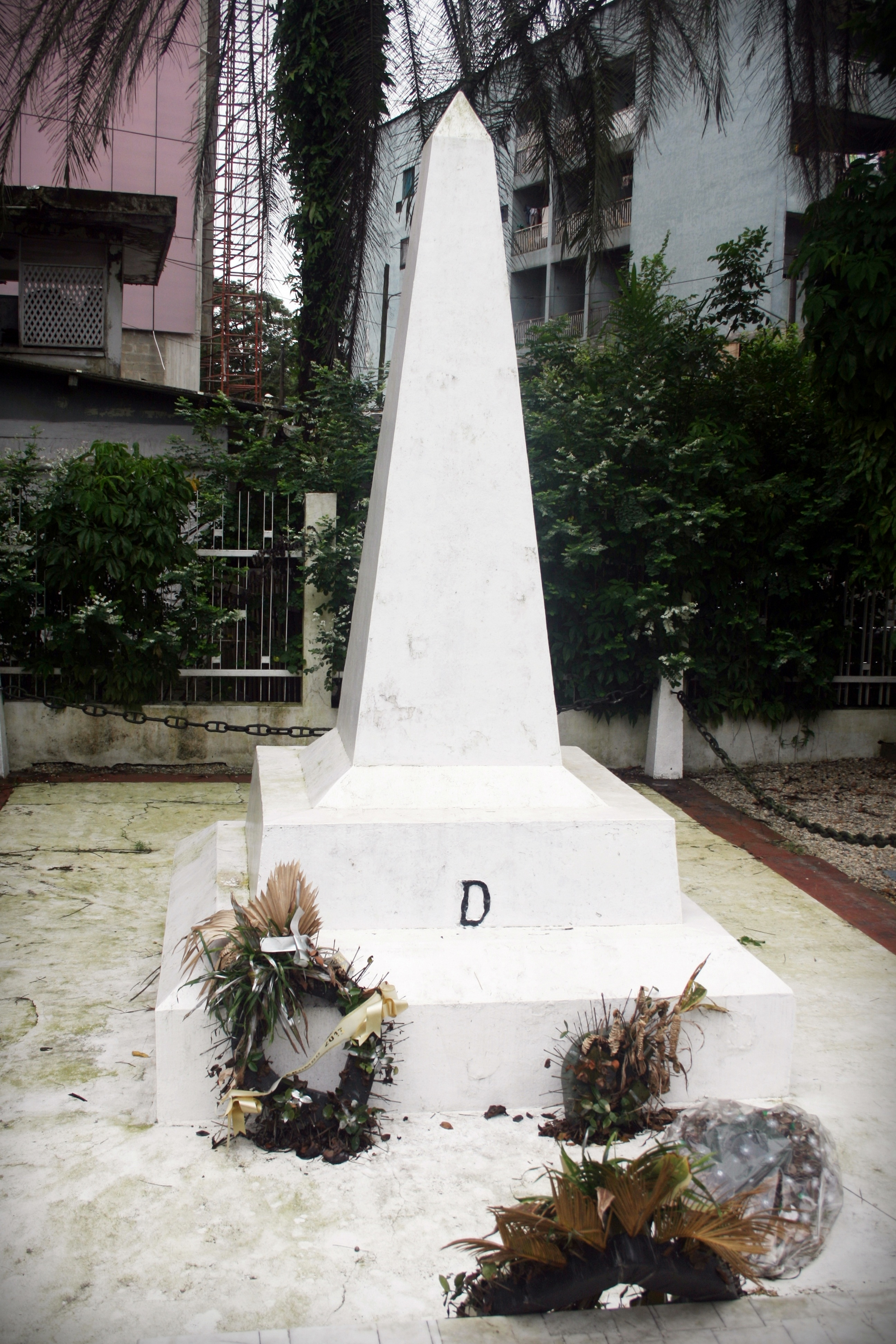
Gros plan sur le Monument Funéraire des Rois Bell à Bonanjo au Cameroun
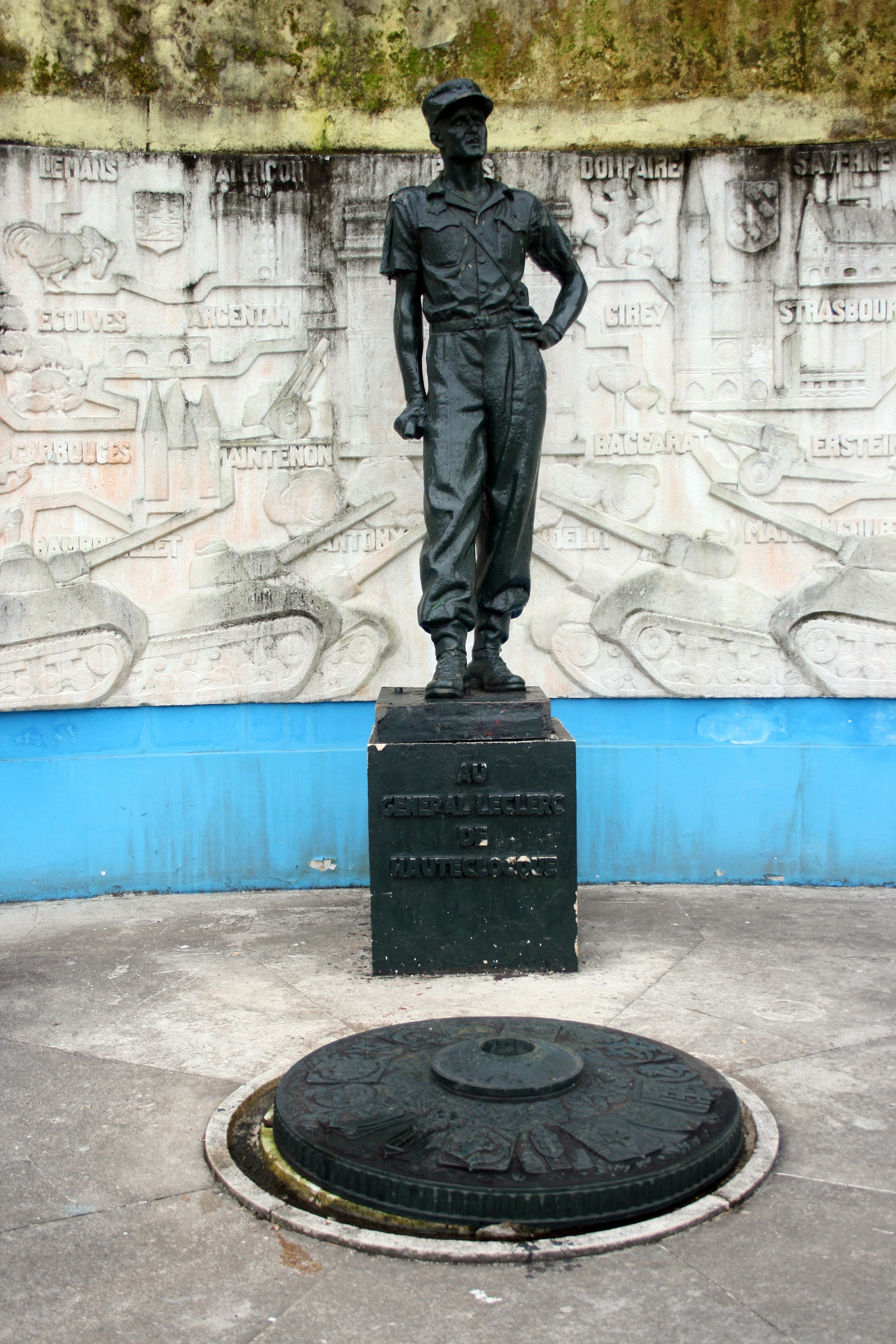
Monument du Général Leclerc à la poste centrale de Bonanjo à Douala
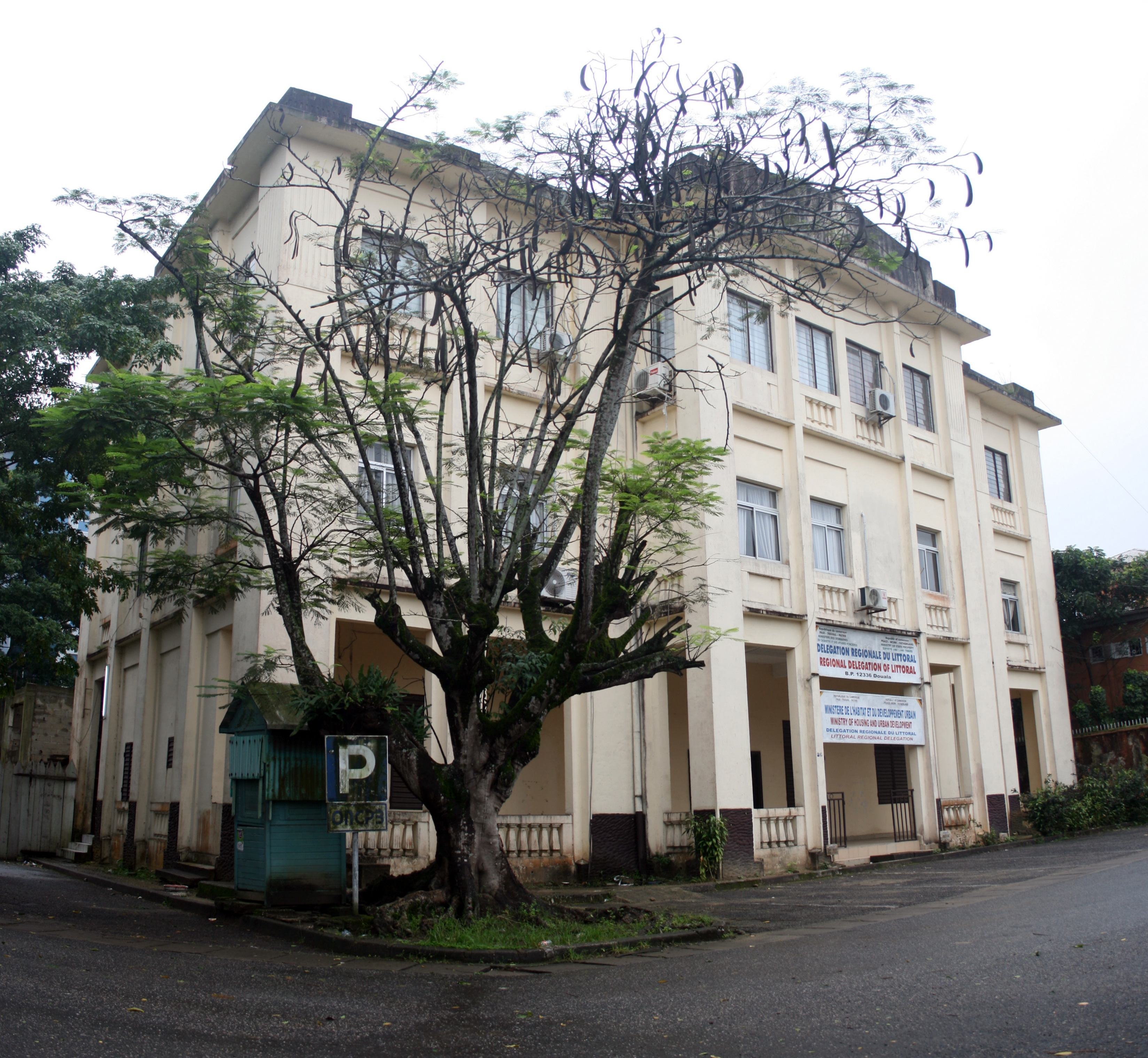
Vue de pied de l' Ancien siège de la Woermann-Linie à Bonanjo
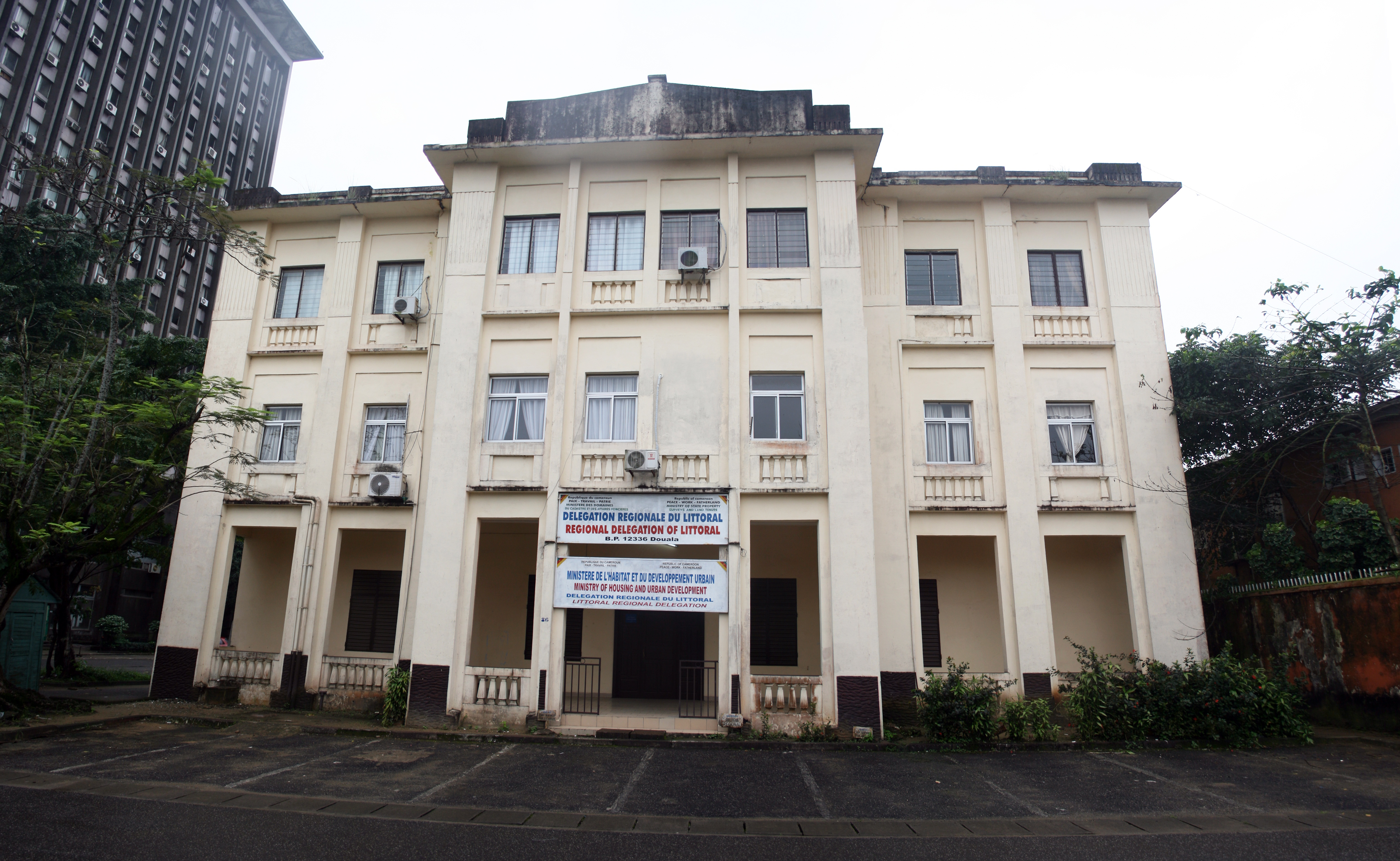
Vue de face de l'Ancien siège de la Woermann-Linie à Bonanjo
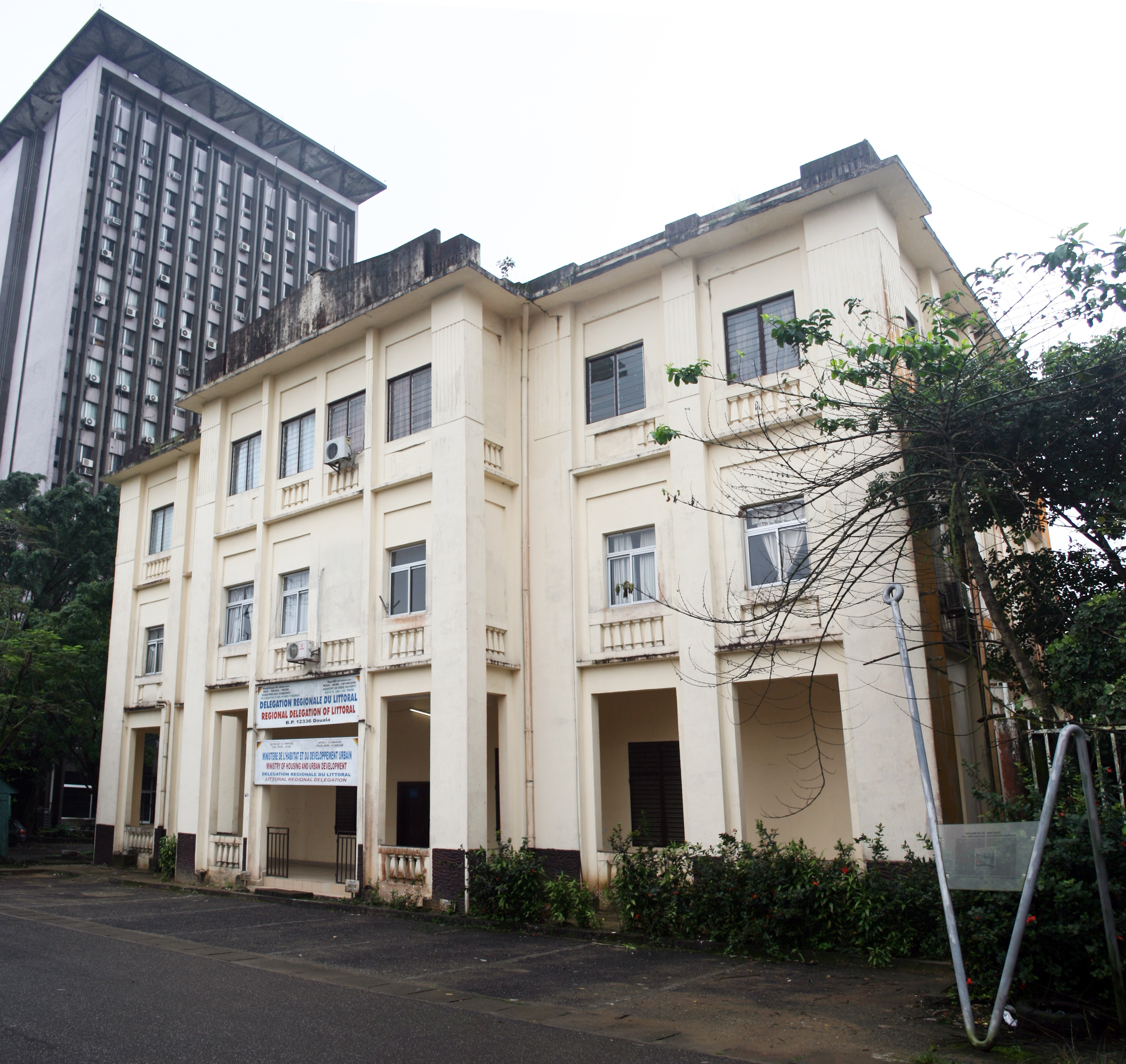
Vue de gauche de l'ancien siège de la Woerman-Linie à Bonanjo
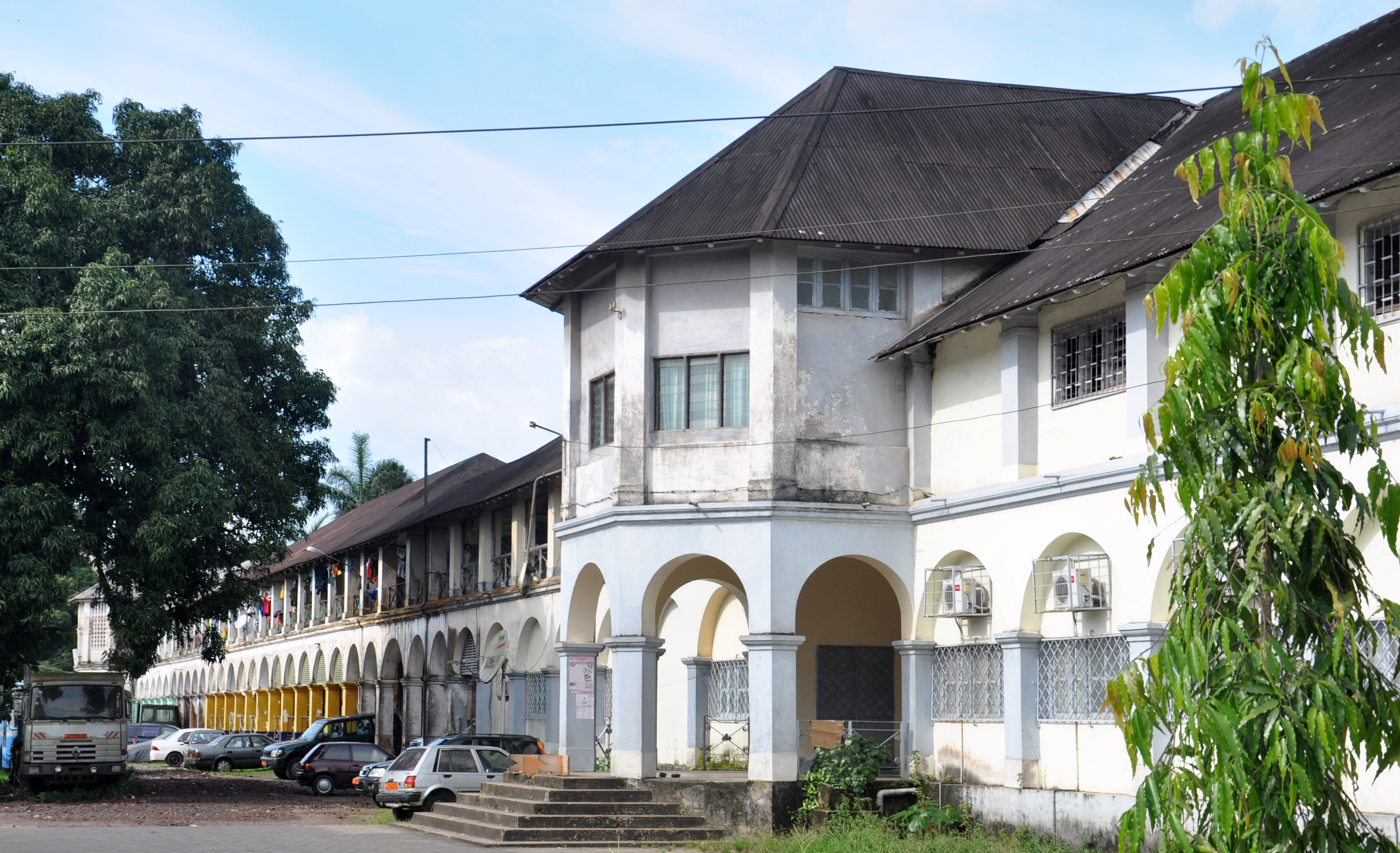
Ancien Hôpital générale de Douala (actuel GMI 2) à Bonanjo
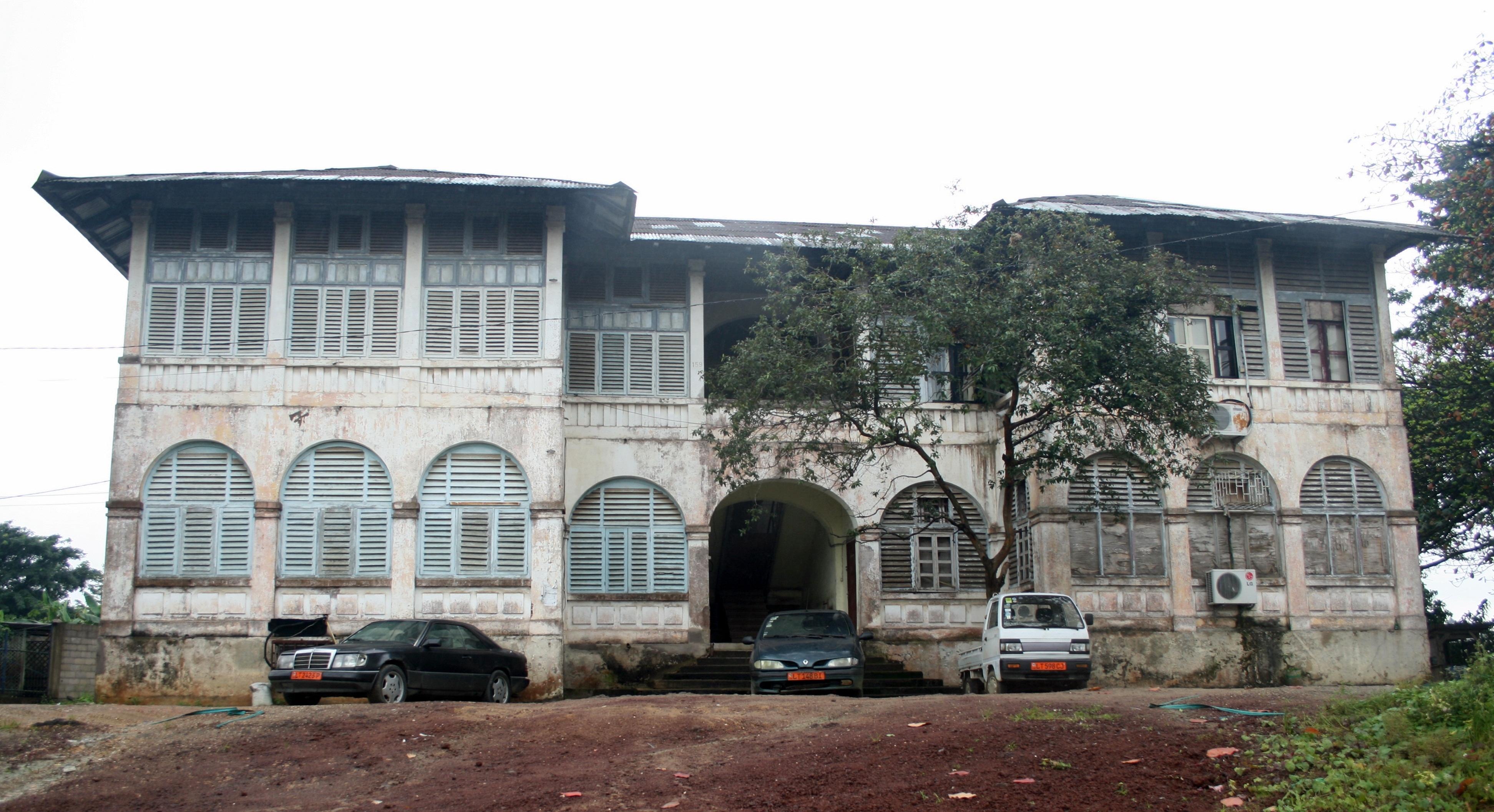
Vue de face de la Maison des Célibataires de la Woermann à Bonanjo au Cameroun
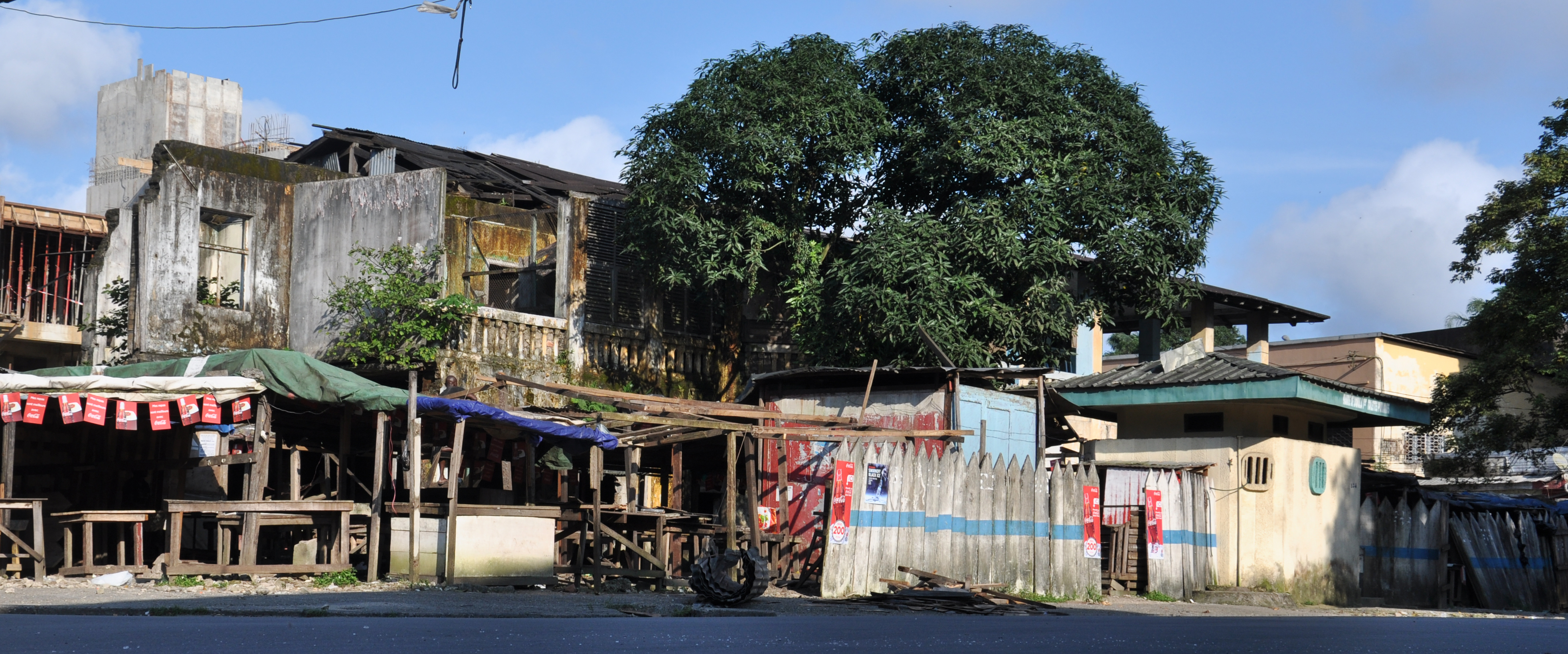
La Poste centrale de Douala à Bonanjo au Cameroun
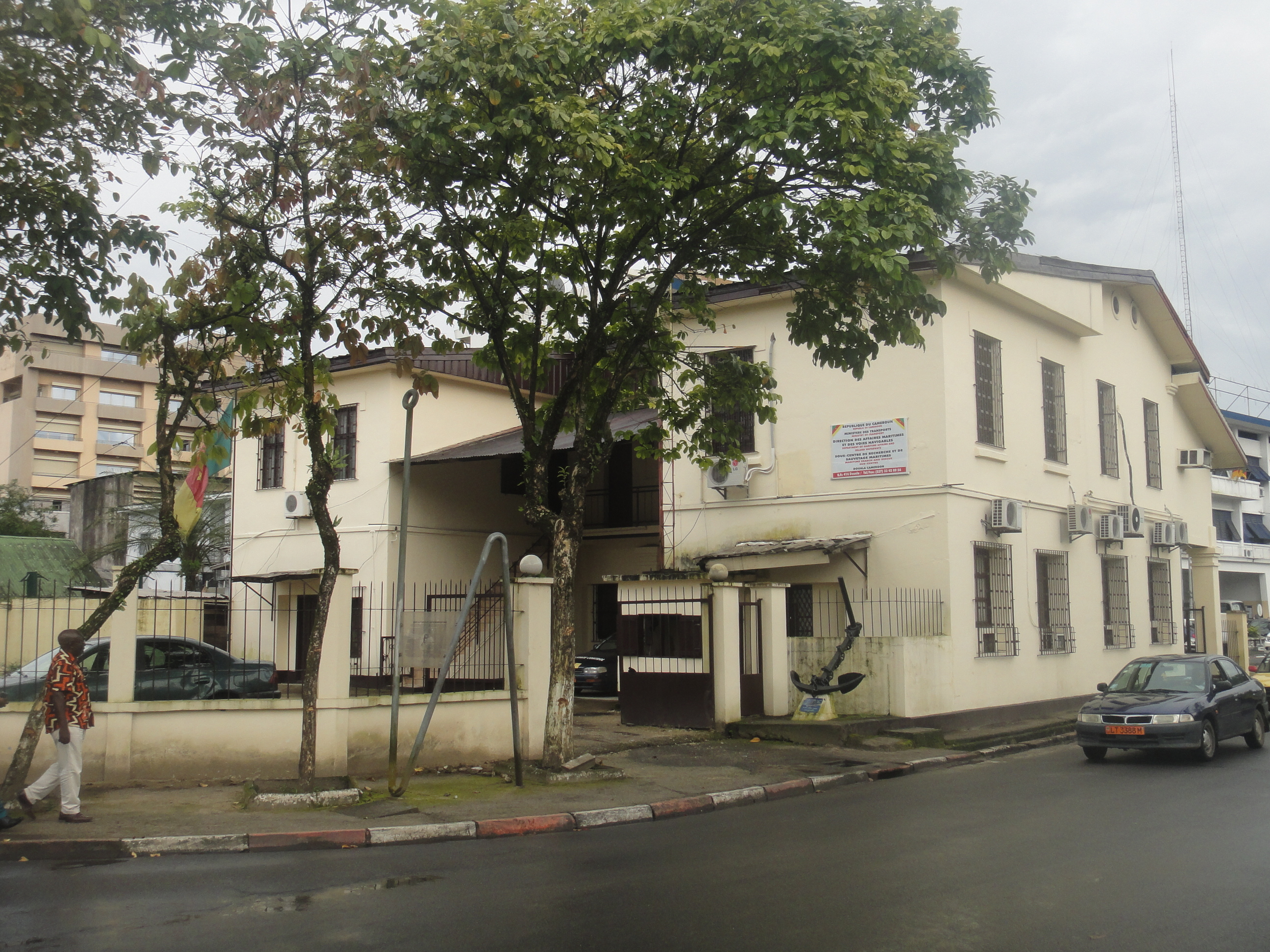
Ancien commissariat de police allemand de Bonanjo à Douala au Cameroun
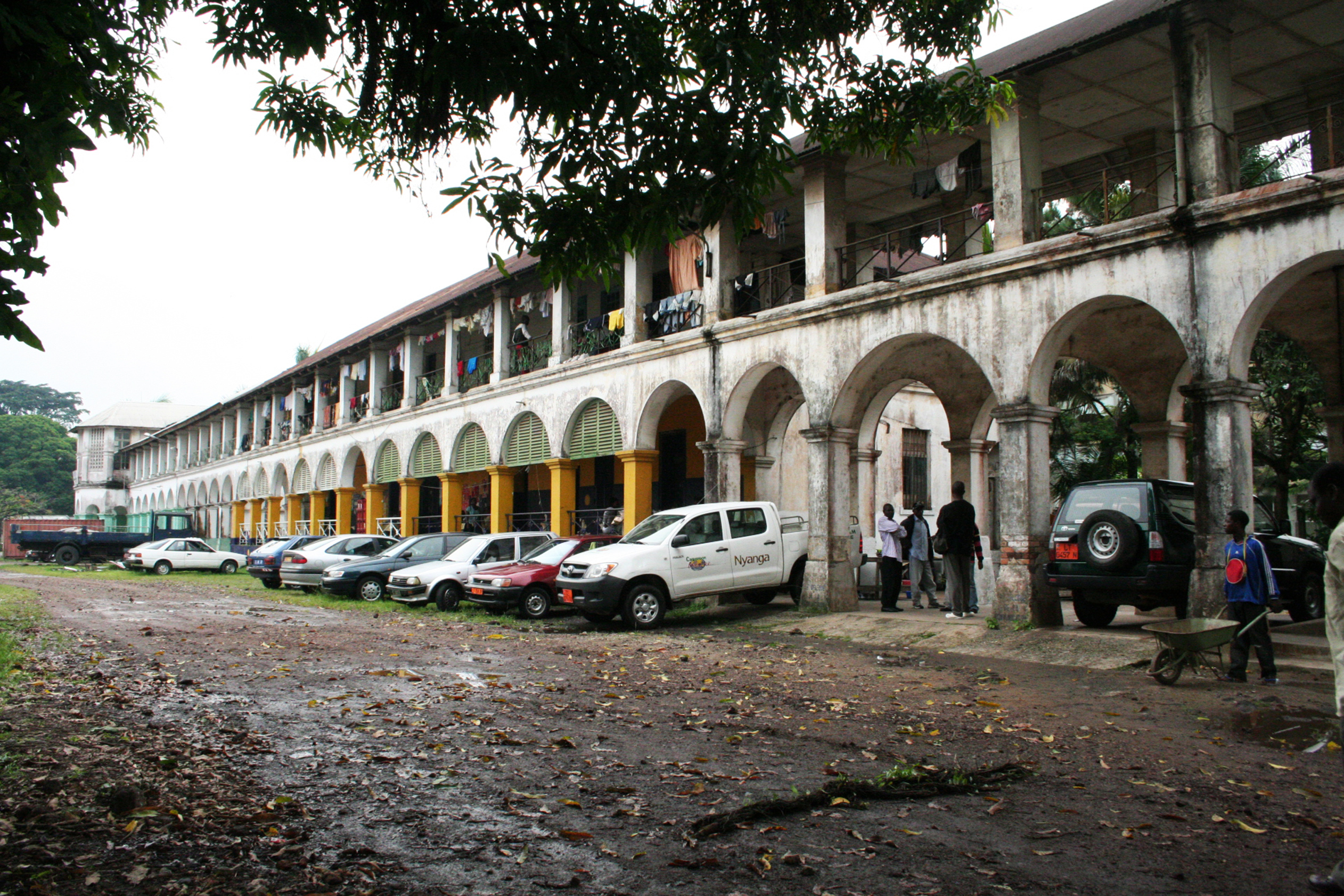
ANCIEN HOPITAL GENERAL de DOUALA à BONANJO
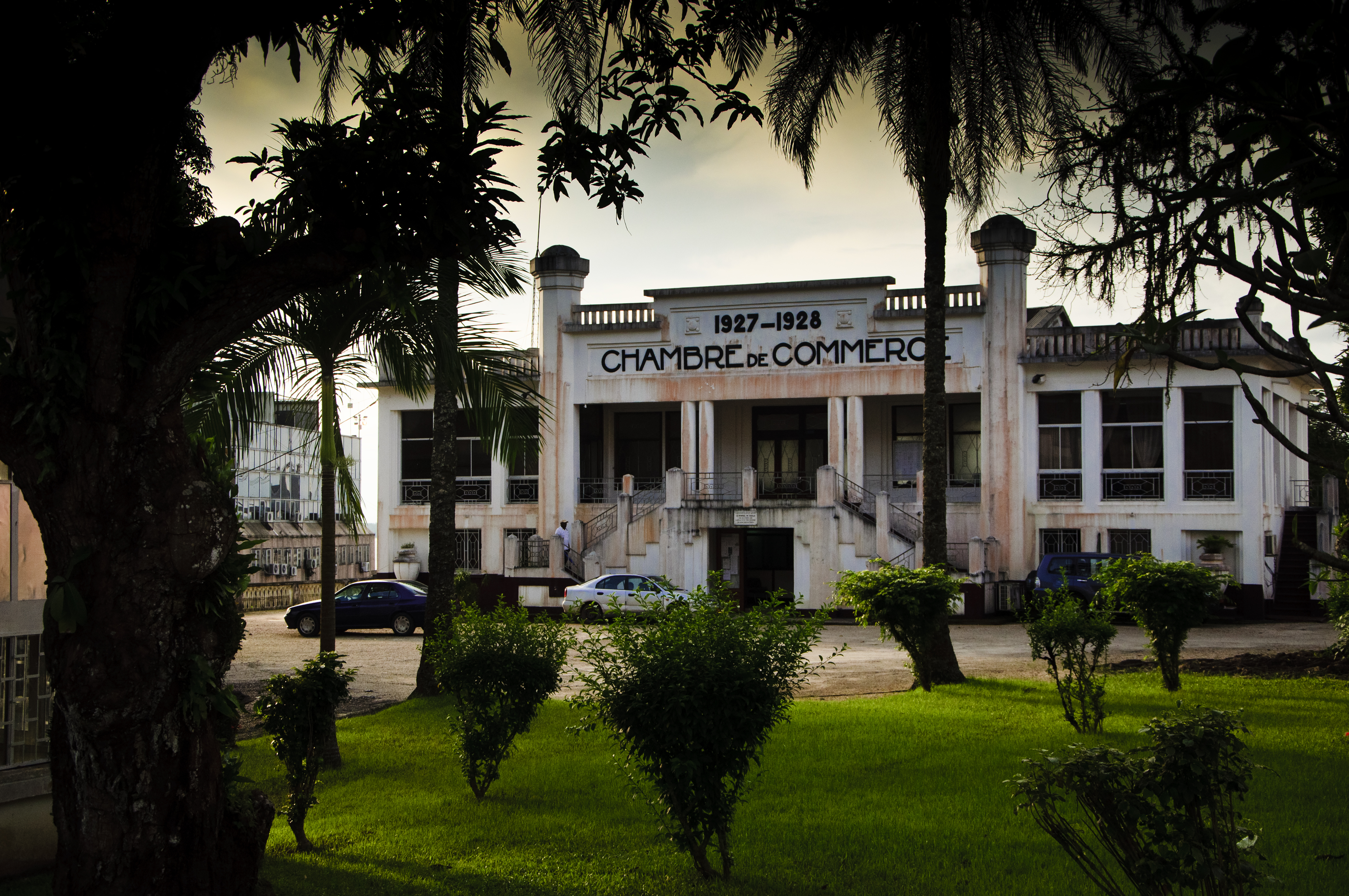
Chambre de commerce et d'industrie du Cameroun à Bonanjo, Douala au Cameroun

## Culture
- Doual'art, centre d'art contemporain
- Musée maritime de Bonanjo
- Sud Obelisk
- Maison du Parti à Bonanjo